# VOCALOID
VOCALOID（ボーカロイド）とは、ヤマハが開発した音声合成技術、及びその応用製品の総称である。略称は「ボカロ」。メロディーと歌詞を入力することでサンプリングされた人の声を元にした歌声を合成することができる。対応音源は、主にヤマハとライセンス契約を締結した各社がサンプリングされた音声を収録した歌手ライブラリを独自に製作し、ヤマハ製のソフトウェア部分と組み合わせて製品として販売されている。
狭義にはヤマハの登録商標だが、広義には他社製の「UTAU」「CeVIO」「初音ミク NT」「Synthesizer V」「NEUTRINO」などの音声合成技術を使用したソフトもボカロと総称されることがあり、商標の普通名称化が進んでいる。
なお、VOCALOIDを使用した楽曲はボカロ曲、VOCALOIDを使用して楽曲を作る作曲家はボカロPと呼ばれる。また、VOCALOIDエンジンの応用製品に設定されたキャラクターを「VOCALOID（もしくはバーチャルシンガー）」と呼ぶこともある。

## 概要
リアルな歌声を合成するためのソフトウェアであり、「実際に収録した人の声を音声ライブラリとして合成するため、より自然な歌声を合成できるほか、ビブラートやこぶしなど歌声に必要な音程変化や抑揚を指定でき、表情豊かな楽曲を手軽に作れるのが特徴」とされる。VOCALOIDにより、デスクトップミュージック（DTM）において実際に人間の歌声を録音せずとも、パソコンだけで人間らしい歌声のボーカルパートの作成が可能となっている。なおVOCALOIDで作成できるのは歌唱のみであり、伴奏などを作成する場合は別のソフトを使用するなどの手段が必要となる。
VOCALOIDのプロジェクトは「DAISY」というプロジェクト名で2000年3月に始まり、ヤマハとバルセロナのポンペウ・ファブラ大学（Universitat Pompeu Fabra:UPF） Music Technology Groupとの3年間の共同研究の結果、VOCALOIDの信号処理部分が開発された。2003年2月にVOCALOIDの発表が行われ、2004年にイギリスのZERO-G社からVOCALOID技術を使用した最初のパソコン向けのパッケージ製品が発売、以降日本国内外の業者からVOCALOID対応の音源が発売されている。2007年に「VOCALOID2」、2011年に「VOCALOID3」、2014年に「VOCALOID4」2018年に「VOCALOID5」にバージョンアップされ、2022年、最新バージョンである「VOCALOID6」が提供された。また、2009年以降ネットワーク経由で音声合成機能を提供するNetVOCALOIDの技術を使用した携帯電話向けサービスをはじめ、パソコンでの音楽製作以外の用途へのVOCALOID技術の利用も行われている。2010年2月に企業向けの提供が発表された合成エンジン「VOCALOID-flex」のような歌声だけでなく喋り（語り）の表現にも対応したバージョンもある。
VOCALOIDの利用目的については開発当初はバックコーラスのような使い方がメインになるとの想定もされていたが、発売後はメインボーカルへの利用も盛んに行われた。特に日本国内においては「VOCALOID2」を採用した「初音ミク」が発売された2007年以降、ネット上を中心にVOCALOIDをメインボーカルに起用した楽曲が数多く発表されるようになり、そうした中の人気楽曲からメジャーレーベルから発売されるものも現れるなど、一つの楽曲文化の様相を見せるようにもなっている。2010年には『EXIT TUNES PRESENTS Vocalogenesis feat.初音ミク』が、VOCALOIDをボーカルに用いた楽曲を集めたアルバムで、初のオリコン週間チャート1位を獲得している。

### 名称の由来
VOCALOIDという名称は、「vocal（ボーカル）」に接尾辞の「-oid」を組み合わせて作られた造語である。「-oid」は「〜のようなもの」「〜状の」という意味の接尾辞で、「human（人）」と組み合わせれば「humanoid（ヒューマノイド）」、ギリシャ語で男を意味する「andro」と組み合わせれば「android（アンドロイド）」となり、VOCALOIDについては「ボーカルのようなもの」といった意味となる。2003年2月に報道発表に先立って決定された。
ただし、名称の由来とは別に「ボーカル・アンドロイド=VOCALOID（ボーカロイド）」という説明が行われている場合もある。

## 年表
- 2000年
  - 3月 - ヤマハら、DAISYプロジェクトとして、後にVOCALOIDとなる歌声合成ソフトウェアの開発を開始[14]。
  - 7月 - 合成エンジン、初めて「朝」と歌う[17]。
- 2002年7月 - 試作品完成。ヤマハ、着メロ事業で関係のあったクリプトン・フューチャー・メディアに最初のプレゼンテーション。同社がZERO-Gに紹介[18]。
- 2003年
  - 2月26日 - ヤマハ、VOCALOIDを発表[6]。
  - 3月 - ドイツ・フランクフルト「ムジークメッセ」（5−9日）で展示。オランダ・アムステルダム「AES コンベンション」（22−25日）で展示[19]。
- 2004年
  - 1月 - ZERO-G、ロサンゼルスで開催されたNAMM ショー（15-18日）にて初めてのVOCALOID製品である「LEON」、「LOLA」を発売（日本国内での発売は3月3日）。
  - 7月1日 - ZERO-G、「MIRIAM」を発売（日本国内での発売は7月26日）。
  - 11月5日 - クリプトン・フューチャー・メディア、初の日本語用VOCALOID「MEIKO」を発売。
- 2005年
  - 6月 - ヤマハ、VOCALOIDのエンジンをVer1.1 へバージョンアップ[20]。
- 2006年
  - 2月17日 - クリプトン・フューチャー・メディア、「KAITO」を発売。
- 2007年
  - 1月 - ヤマハ、アナハイムで開催されたNAMMショー（18-21日）にてVOCALOID2を発表[21]。
  - 6月29日 - PowerFX、VOCALOID2を使用した初めての製品「SWEET ANN」を発売（日本国内での発売は9月21日）。
  - 8月31日 - クリプトン・フューチャー・メディア、初めての日本語用のVOCALOID2製品「初音ミク」を発売。
  - 12月27日 - クリプトン・フューチャー・メディア、「鏡音リン・レン」を発売。このうち、鏡音レンはVOCALOID2で初の男声音源である。
- 2008年
  - 1月14日 - ZERO-G、「PRIMA」を発売（日本国内での発売は2月22日）。
  - 7月31日 - インターネット、「がくっぽいど」を発売。
- 2009年
  - 1月30日 - クリプトン・フューチャー・メディア、「巡音ルカ」を発売。
  - 4月7日 - ヤマハ、NetVOCALOIDのサービス開始を発表[22]。
  - 4月9日 - NetVOCALOIDを利用した携帯電話向けサイトとしてインターネットの「ケータイがくっぽいど」、クリプトン・フューチャー・メディアの「ミクと歌おう♪」開始[23]。
  - 6月26日 - インターネット、「Megpoid」 を発売。
  - 7月15日 - ZERO-G、「SONIKA」を発売（日本国内での発売は8月7日）。
  - 12月4日 - AHS、「氷山キヨテル」、「歌愛ユキ」、「SF-A2 開発コード miki」を発売。
  - 12月22日 - PowerFX、「Big Al（英語版）」のダウンロード販売を開始（日本国内での発売は2010年3月5日）。
- 2010年

  - 2月25日 - ヤマハ、VOCALOID-flexの提供開始を発表。
  - 4月29日 - コナミ、NetVOCALOIDとVOCALOID-flexを利用したゲームソフト『メタルギアソリッド・ピースウォーカー』を発売。
  - 4月30日 - クリプトン・フューチャー・メディア、「初音ミク」の拡張データベース「初音ミク・アペンド」を発売。
  - 7月13日 - ZERO-G、「TONIO」を発売（日本国内での発売は8月2日）。
  - 8月25日 - インターネット、VOCALOID2版「Lily」 を発売。
  - 9月1日 - ヤマハ、VOCALOID2版「VY1」を発売。
  - 10月8日 - インターネット、「ガチャッポイド」 を発売。
  - 10月14日 - ヤマハ、VOCALOID-boardを発表。
  - 10月22日 - AHS、「猫村いろは」 を発売。
  - 12月8日 - キューンレコード、「開発コードPIKO「歌手音ピコ」」 を発売。
  - 12月13日 - ヤマハ、iPad向けアプリ「iVOCALOID VY1」、iPhone、iPod touch向けアプリ「iVOCALOID VY1t」（翌年にVocaloWitterに名称変更）を発売。
  - 12月27日 - クリプトン・フューチャー・メディア、「鏡音リン・レン」の拡張データベース「鏡音リン・レン・アペンド」を発売。
- 2011年
  - 4月25日 - ヤマハ、VOCALOID2版「VY2」を発売。
  - 6月8日 - ヤマハ、VOCALOID3を発表[24]。
  - 10月21日 - VOCALOID3発売。VOCALOID3対応音源として、ヤマハより「VY1V3」、「Mew」、インターネットよりVOCALOID3版「Megpoid Power」、「Megpoid Whisper」、「Megpoid Adult」、「Megpoid Sweet」、SBS Artechより初めての韓国語対応製品である「SeeU」が同時発売（SeeUの日本国内での発売は12月16日）。
  - 12月16日 - ヤマハ、VOCALOID3版「兎眠りおん」を発売。
  - 12月21日 - PowerFX、VOCALOID3で初の英語用音源で、VOCALOID3で初の男声音源である「OLIVER」を発売。
  - 12月22日 - インターネットより「CUL」、AHSより「結月ゆかり」 を発売。
  - 12月23日 - Voctro Labs、初のスペイン語用音源である「Bruno」、「Clara」を発売。
- 2012年
  - 1月27日 - 1st PLACE、「IA -ARIA ON THE PLANETES-」を発売。
  - 3月16日 - インターネット、VOCALOID3版「Megpoid Native」を発売。
  - 4月6日 - ヤマハ、「蒼姫ラピス（英語版）」を発売。
  - 4月19日 - インターネット、VOCALOID3版「Lily」を発売。
  - 7月12日 - 上海禾念信息科技有限公司、初めての中国語用音源である「洛天依」を発売。
  - 7月13日 - インターネット、VOCALOID3版「がくっぽいど NATIVE」、「がくっぽいど POWER」、「がくっぽいど WHISPER」を発売。
  - 7月24日 - 経済産業省「平成24年度クール・ジャパン戦略推進事業」に「VOCALOID TransPacificプロジェクト」が採択。ビジネスプロデューサーに瀬戸優樹、村上昇、堀淵清治、石川勝が就任。[25]
  - 10月19日 - ヤマハ、「VY2V3」を発売、「VOCALOID3 Job Plugin VocaListener」を発売。
  - 12月5日 - EXIT TUNES、「MAYU」を発売。
  - 12月22日 - ZERO-G、「AVANNA」を発売（日本国内での発売は2013年4月24日）。
- 2013年
  - 2月15日 - クリプトン・フューチャー・メディア、「KAITO V3」を発売。
  - 2月28日 - インターネット、「Megpoid English」を発売。
  - 6月21日 - ヤマハ、「ZOLA PROJECT」を発売。
  - 7月11日 - 上海禾念信息科技有限公司、「言和（中国語版）」を発売。
  - 8月31日 - クリプトン・フューチャー・メディア、「初音ミク V3 ENGLISH」を発売。
  - 9月10日 - PowerFX、「YOHIOloid（英語版）」を発売。
  - 9月26日 - クリプトン・フューチャー・メディア、「初音ミク V3」を発売。
  - 11月14日 - 任天堂、ニンテンドー3DS上で動作するVOCALOID技術を使用した初めての製品である『大合奏!バンドブラザーズP』を発売。
  - 12月18日 - Voctro Labs、「MAIKA」を発売。
  - 12月24日 - ヤマハ、「メルリ（英語版）」を発売。
- 2014年
  - 1月31日 - マクネナナプロジェクト、「マクネナナ」、VOCALOID3版「マクネナナ English（英語版）」を発売。
  - 2月4日 - クリプトン・フューチャー・メディア、「MEIKO V3」を発売。
  - 2月14日 - インターネット、「Kokone（英語版）」を発売。
  - 3月3日 - ヤマハ、「杏音鳥音」を発売。
  - 5月9日 - ガイノイド、「v flower」を発売。
  - 6月5日 - AHS、「東北ずん子」を発売。
  - 6月27日 - 1st PLACE、「IA ROCKS」を発売。
  - 8月5日 - ヤマハ、「ギャラ子 NEO」を発売。
  - 9月9日 - ウィーヴ、「Rana」の提供を開始。新創刊の雑誌『ボカロPになりたい!』（発売元は小学館集英社プロダクション）に同梱。
  - 9月17日 - インターネット、「ガチャッポイド V3」を発売。
  - 10月16日 - インターネット、「Chika（英語版）」を発売。
  - 11月20日 - ヤマハ、VOCALOID4を発表。
  - 12月17日 - VOCALOID4発売。VOCALOID4対応音源として、ヤマハより「VY1V4」発売。
- 2015年
  - 2月5日 - ヤマハ、VOCALOID4で初の英語用音源である「Cyber Diva（英語版）」を発売。
  - 2月10日 - ガイノイド、VOCALOID3版「心華」を発売（日本国内での発売は4月24日）。
  - 3月18日 - AHS、「結月ゆかり 純」、「結月ゆかり 穏」、「結月ゆかり 凛」を発売。
  - 3月19日 - クリプトン・フューチャー・メディア、「巡音ルカ V4X」を発売。
  - 4月30日 - インターネット、VOCALOID4で初の男声音源であるVOCALOID4版「がくっぽいど NATIVE」、「がくっぽいど POWER」、「がくっぽいど WHISPER」を発売。
  - 6月18日 - AHS、「miki ナチュラル」、「猫村いろは ナチュラル」、「猫村いろは ソフト」を発売。
  - 7月16日 - ガイノイド、「v4 flower」を発売。
  - 7月17日 - 上海禾念信息科技有限公司、「楽正綾（中国語版）」を発売。
  - 7月27日 - ヤマハ、「Sachiko（英語版）」を発売。
  - 9月23日 - ヤマハ、「アルスロイド（英語版）」を発売。
  - 10月7日 - PowerFx、「Ruby」を発売。
  - 10月29日 - AHS、「氷山キヨテル ナチュラル」、「氷山キヨテル ロック」、「歌愛ユキ ナチュラル」を発売。
  - 11月5日 - インターネット、VOCALOID4版「Megpoid Power」、「Megpoid Whisper」、「Megpoid Adult」、「Megpoid Sweet」、「Megpoid Native」を発売。
  - 11月20日 - ZERO-G、「Dex」、「Daina」を発売。
  - 12月1日 - ウィーヴ、「Rana V4」を発売。
  - 12月22日 - ヤマハ、「VOCALOID SDK for Unity」の提供を開始。
  - 12月24日 - クリプトン・フューチャー・メディア、「鏡音リン・レン V4 ENGLISH」、「鏡音リン・レン V4X」を発売。
- 2016年
  - 1月14日 - ヤマハ、「Unity-chan!」を発売。
  - 1月28日 - ヤマハ、「Fukase」を発売。
  - 4月13日 - 上海禾念信息科技有限公司、VOCALOID4で初の中国語用音源である「星塵（中国語版）」を発売。
  - 7月30日 - インターネット、「音街ウナ」を発売。
  - 8月31日 - クリプトン・フューチャー・メディア、「初音ミク V4 ENGLISH」、「初音ミク V4X」を発売。
  - 10月27日 - AHS、「東北ずん子 ナチュラル」を発売。
  - 10月31日 - ヤマハ、「CYBER SONGMAN」を発売。
  - 12月15日 - マクネナナプロジェクト、「マクネナナ ナチュラル」、「マクネナナ プチ」、VOCALOID4版「マクネナナ English」を発売。
- 2017年
  - 2月7日 - ヤマハ、小中学校の音楽教育向けに改良した楽曲制作を学べるデジタル教材「ボーカロイド教育版」を発売。
  - 2月14日 - ST MEDiA、VOCALOID4で初の韓国語用音源である「UNI」を発売（日本での発売日は2018年12月10日）。
  - 2月16日 - ヤマハ、VOCALOID4版「兎眠りおん」、「夢眠ネム」を発売。
  - 5月10日 - 上海禾念信息科技有限公司、「楽正龍牙」を発売（日本での発売日は2018年12月10日）。
  - 7月12日 - ヤマハ、「AZUKI」、「MATCHA」を発売。
  - 8月14日 - アカツキ・ヴァーチャルアーティスツ、「LUMi（中国語版）」を発売。（一般販売は8月30日より）
  - 8月31日 - クリプトン・フューチャー・メディア、「初音ミク V4 CHINESE」を発売[26][27]（日本国内での発売は9月7日）。
  - 9月22日 - ガイノイド、VOCALOID4版「心華」を発売。
  - 12月9日 - ヤマハ、VOCALOID-boardを使用した初めての製品であるVOCALOIDキーボード『VKB-100』を発売。
  - 12月30日 - 上海禾念信息科技有限公司、中国語版「洛天依 V4」を発売（日本での発売日は2018年12月10日）。
- 2018年
  - 4月26日 - AHS、「紲星あかり」を発売。
  - 5月21日 - 上海禾念信息科技有限公司、日本語版「洛天依 V4」を発売。
  - 5月24日 - ヤマハ、「ミライ小町」を発売[28]。
  - 7月12日 - VOCALOID5発売。VOCALOID5対応音源として、ヤマハより「Amy」・「Chris」・「Kaori」・「Ken」を収録した「VOCALOID5 STANDARD」、及びこれに加えVOCALOID5版「VY1」・VOCALOID5版「VY2」・「CYBER DIVA II」・「CYBER SONGMAN II」を収録した「VOCALOID5 PREMIUM」を発売。
  - 7月26日 - AHS、「桜乃そら ナチュラル」、「桜乃そら クール」を発売。
  - 8月2日 - 上海禾念信息科技有限公司、「徵羽摩柯」、「墨清弦」を発売（日本での発売日は12月10日）。
- 2019年
  - 3月30日 - ガイノイド、「鳴花ヒメ・ミコト」を発売。
- 2022年
  - 10月13日 - VOCALOID6発売。VOCALOID6対応音源として、ヤマハより「HARUKA」・「AKITO」・「ALLEN」・「SARAH」を収録した「VOCALOID6 for Windows / macOS」、インターネットがVOCALOID6版「AI Megpoid」を発売。
  - 12月7日 - この日よりBillboard JAPANがニコニコ動画でのVOCALOID及び音声合成ソフトを使用した楽曲の人気を計るチャート「ニコニコ VOCALOID  SONGS TOP20」の発表を開始[29]。
- 2023年
  - 2月13日 - 上海禾念信息科技有限公司、「洛天依 V5」、「言和 V5」、「楽正綾 V5」を発売。
  - 3月7日 - ヤマハ、「Po-uta」を発売。
  - 5月9日 - ヤマハ、「符色」を発売。
  - 6月20日 - ヤマハ、VOCALOID6版「ZOLA Project」発売。
  - 6月22日 - インターネット、VOCALOID6版「AI 音街ウナ」を発売[30]。
  - 8月22日 - 「VOCALOID β-STUDIO」による音楽制作ソフト上で歌声合成を可能にする試作プラグイン『VX-β』の実証実験を開始。
  - 12月25日 - ヤマハ、VOCALOID6標準搭載ボイスバンクに「ASAHI」・「SAKURA」・「SHION」・「TAKU」を追加。
- 2024年
  - 2月19日 - ヤマハ、VOCALOID6標準搭載ボイスバンクに「LUCAS」・「MICHELLE」を追加。
  - 3月31日 - 『VX-β』の実証実験を終了。
  - 4月18日 - インターネット、「花響琴」を発売。
  - 4月24日 - ヤマハ、「式狼縁」を発売。
  - 7月4日 - インターネット、VOCALOID6版「AI Megpoid SOLID」を発売。
  - 7月18日 - ヤマハ、「ゲキヤクV」、「カゼヒキV」を発売。
  - 8月5日 - ヤマハ、VOCALOID6版「galaco BLACK」、「galaco WHITE」を発売。
  - 9月30日 - インターネット、「ついなちゃん」を発売。
  - 10月9日 - ヤマハ、VOCALOID6標準搭載ボイスバンクに「NAOKI」・「YUINA」を追加、「ボカロのCiちゃん」を発売。
  - 11月27日 - ヤマハ、「花奏」を発売。
  - 12月18日 - ヤマハ、VOCALOID6標準搭載ボイスバンクに「BRIAN」・「JESSICA」・「MATTHEW」・「SANDRA」を追加。
- 2025年
  - 1月15日 - ヤマハ、「雪解」を発売。
  - 3月3日 - ヤマハ、「春日部つむぎ」を発売。
  - 3月13日 - インターネット、VOCALOID6版「AI 結月ゆかり」を発売。
  - 4月25日 - インターネット、「琴葉茜・葵」を発売。
  - 6月11日 - ヤマハ、VOCALOID6標準搭載ボイスバンクに「KANA」・「HAYATO」を追加。
  - 7月16日 - ヤマハ、「AI ナースロボ＿タイプＴ」を発売。

## 技術
VOCALOIDの歌声合成技術は「素片連結型」と呼ばれるもので人の歌声の録音から切り出した歌声の素片を周波数領域（周波数ドメイン）で接続、加工することで歌声を合成する。合成の際、強弱やビブラート・息つぎなどの表情の情報を加えることでリアルな歌声が作られる。なお、VOCALOIDの合成技術の名称は「周波数ドメイン歌唱アーティキュレーション接続法（Frequency-domain Singing Articulation Splicing and Shaping）」という名前で発表されている。この名称の「歌唱アーティキュレーション」については「ビブラートや音の断片など歌唱に必要な“声の表情”」として説明されている。ただし、この「周波数ドメイン歌唱アーティキュレーション接続法」という名称は、ヤマハのVOCALOID公式サイトではVOCALOID2、VOCALOID3の説明には使用されていない。
なお、一般向けに販売されているVOCALOIDの合成エンジンは、歌を作成することを前提に開発されており、文章の読み上げには対応していない。また歌唱に係わる表現でも、だみ声やシャウトなどを自然に再現することは出来ない。
パソコン向けのVOCALOIDは当初Windows用のみあったが、2013年8月に一部のVOCALOID3製品でMac OS X対応が行われた。また、パソコン以外のプラットフォームへの対応も進められており、2010年10月にiOS上で動作するiPad、iPhone向けのアプリケーションや、組み込み用のハードウェアとしての提供が発表され、2013年にはニンテンドー3DSへの対応も行われた。

### システム構成

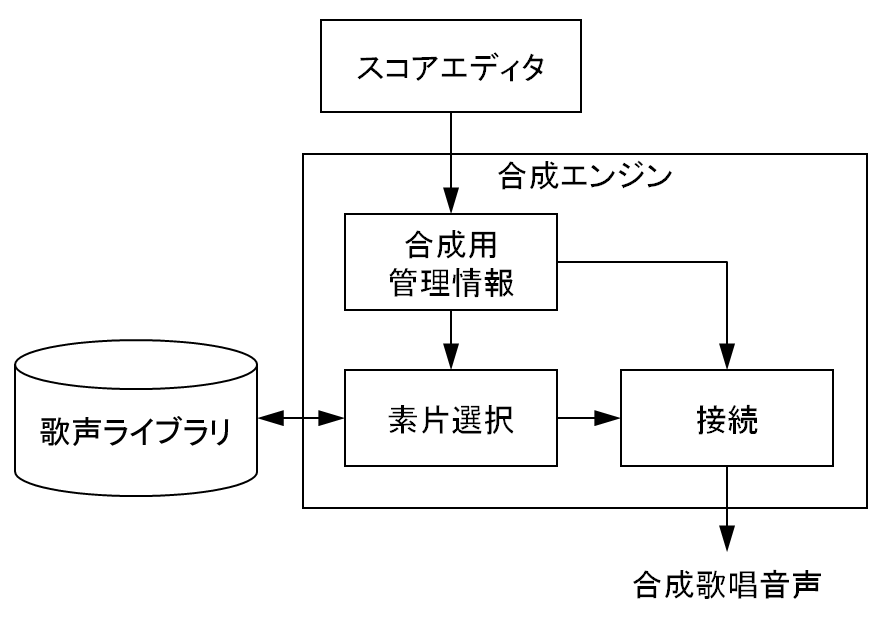
VOCALOIDのシステム構成

VOCALOIDのシステム構成をVOCALOID2を中心に説明する。大きく分けてユーザーが歌詞やメロディなどを入力する「スコアエディタ（VOCALOID2 Editor）」、音声素片を収録した「歌声ライブラリ」、音声素片を連結して歌声を合成する「合成エンジン」の三要素で構成される。「スコアエディタ」に入力された情報が合成エンジンに送られ合成エンジンが「歌声ライブラリ」から適切な音声素片を選び出し、接続して出力する流れとなる。ヤマハの提供部分である「スコアエディタ」と「合成エンジン」についてはVOCALOID2同士であれば基本的に製品ごとの違いは無いため、既にVOCALOID2製品がインストールされているパソコンに別のVOCALOID2製品をインストールする場合はライブラリの追加だけで使用可能となる。スタンドアローン（再生、WAVファイルに書き出し）。

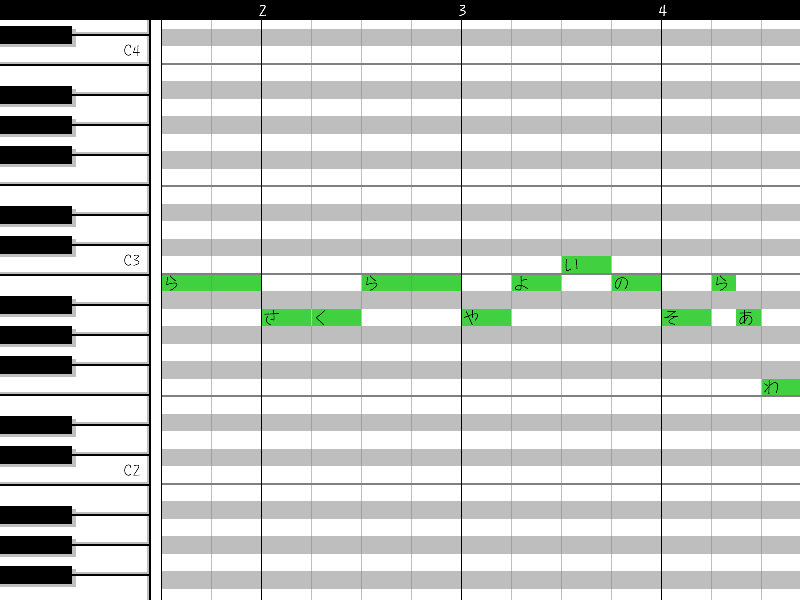
歌声の入力が可能なシーケンスソフトに用いられるピアノロール表示の例。VOCALOIDのスコアエディタでは図のものと同様、ピアノロールの音符の中に歌詞を入力することで歌を表現する。

スコアエディタ（Score Editor）
ユーザーが入力を行う部分。
音符はピアノロールスタイルで入力し、歌詞はピアノロールの音符の中に入力する。日本語用のライブラリを使用する場合は平仮名、片仮名もしくはローマ字を用いて五十音で歌詞を入力。英語用のライブラリでは英単語を入力し、内部の発音辞書により自動的に発音記号に変換される。発音辞書に登録されていない単語は発音記号を直接編集する。日本語用のライブラリと英語用のライブラリでは歌詞の入力方法は異なるが、プラットホームが同じであるためVOCALOID2同士であれば日本語版のスコアエディタでも英語用のライブラリを読み込ませることも出来、逆も可能。
スコアエディタは歌声に表情付けを行うための各種パラメータを備えており、歌声を作成する際はこうしたパラメータを調整し、曲にあわせた加工を施すことが前提となっている。
歌声ライブラリ（Singer Library）
ヤマハからライセンス供与を受けた各社の担当部分で、人間の声からサンプリングした音声素片（歌声の断片）を含むデータベース。
音声素片は、VOCALOID2では、2つの音（音素）が変化する際の移り変わりの部分（二音素連鎖、diphone）と、母音や鼻音の伸ばし音が収録されている。例えば「さーいーたー」（[sa i ta]）という歌詞を合成する場合は二音素連鎖「#-s,s-a,a-i,i-t,t-a,a-#」（#は無音を示す）と母音の伸ばし音「a,i」を用い、これらを接続して歌声が作られる。これら音声素片は合成する際に入力されたメロディに合うピッチ（音高）に変換されるがより自然な合成を得られるよう歌手ライブラリには異なるピッチのものを複数用意している。1ピッチあたりの二音素連鎖は日本語用ライブラリでは約500個、英語では約2500個収録している。この違いは言語の特性の違いによるもので日本語の二音素連鎖が少ないのは日本語の音素の数が少ないことと、音節がほとんどの場合開音節（母音で終わる音節）であるためである。日本語の子音を含む二音素連鎖では基本的に「無音-子音」「母音-子音」「子音-母音」という組み合わせのパターンとなるが英語の場合は閉音節（子音で終わる音節）も多く存在し、「子音-子音」や「子音-無音」といったように組み合わせのパターンも多くなるため日本語用ライブラリに比べ収録しなければならない二音素連鎖の数も多くなる。またこのような違いがあるため、日本語用ライブラリで英語の歌詞を発音させるといったような使用は適さない。なお、VOCALOID3では、2までと同様の2音素連鎖だけでなく3音素連鎖（triphone）も扱えるようになっている。
合成エンジン（Synthesis Engine）
スコアエディタに入力された情報を元にライブラリから音声素片を選び出し周波数領域でピッチ、音色などを調整、連結して歌声に合成する。
VOCALOID2では、エディタに入力された情報はVOCALOID MIDIという専用のMIDIメッセージを用いて合成エンジンへ送られる。DAW等からVOCALOID2をVSTiとして使用する場合は、製品に同梱されているVSTプラグインを用いてスコアエディタを介さず合成エンジンへ直接VOCALOID MIDIメッセージを送る形となる。
合成エンジンに送られたVOCALOID MIDIメッセージは合成用の楽譜情報に変換される。子音+母音の音節の場合は音符の位置と実際の発音の開始位置にずれがあり音符の位置より早く発音が始まるため、子音ではなく母音の開始位置を音符の位置と合わせるようタイミングが調整される。入力された音符とアタック、ビブラートのパラメーターを元にピッチの変化も計算されこれらの情報を元にライブラリから必要な音声素片が選択される。
合成する際は音声素片のピッチの変換を行うがピッチを調整しただけでは同じ音素であっても音声素片毎に音色に違いがあることから、音色の合わせこみも行う。伸ばし音部分では前後の二音素連鎖の末端部のスペクトル包絡に合わせ伸ばし音のスペクトル包絡の変化を決定し、ピークの強度を調整することで音色の突然の変化が生じないようにする。周波数領域でピッチ、音色といった調整がされた後、逆高速フーリエ変換（IFFT）などの処理を行い、合成音声が出力される。

### バージョン
VOCALOID
通称「V1（ブイワン）」。
2003年2月に発表され、2004年1月から2006年2月にかけて、ZERO-G、クリプトン・フューチャー・メディアの2社から、パソコン用のパッケージ5製品が発売された。
後のバージョンとの間に互換性は無く、歌手ライブラリをVOCALOID2以降のエディタで使用することは出来ない。日本語と英語の2言語に対応。ReWireに対応しており、他の楽曲制作ソフトと同期可能。DAWからVSTインストゥルメントとして、使用することも可能となっている。
VOCALOID2
2007年1月に発表され、同年6月から2011年4月にかけて、ZERO-G、クリプトン・フューチャー・メディアに加え、PowerFX、インターネット、AHS、ビープラッツ、キューンレコードの計7社から、パソコン用のパッケージ22製品が発売された。
初代のVOCALOIDから合成エンジンが完全に入れ替えられ、エディタのインターフェースも一新された。よりリアルな歌声が実現できるようノイズとしてカットしていた息遣いなどを原音のまま生かしており、ハスキーな歌声にも対応できるようになった。日本語と英語の2言語に対応。ReWireに対応しており、他の楽曲制作ソフトと同期可能。DAWからVSTインストゥルメントとして、使用することも可能となっている。あらかじめ歌詞を入力しておきMIDIキーボードを使ってリアルタイムに歌を「演奏」することも出来る。
VOCALOID3
2011年6月に発表され、同年10月より提供が開始された。
従来苦手とされていた早口の表現や、音色の変化の滑らかさなどの改良が行われているという。VOCALOID3では、1から2の時のような信号処理の根幹に及ぶような大きな変更ではなく、不自然な箇所を直して良くするという方向性で開発されており、ライブラリの作りは基本的にVOCALOID2と変わらないため、2用のライブラリをコンバートして使うことも可能となっている。言語は従来の「日本語」「英語」に加え、新たに「中国語」「韓国語」「スペイン語」の計5言語に対応した。2013年8月以降は、Windows/Mac OS X両対応のライブラリの発売も行われており、ライブラリによってはMac OS Xで使用することも可能となった。
2までは、販売形態はエディタとライブラリのセットでの販売のみであったが、3ではライブラリとエディタの別売りが行われている。エディタは、「VOCALOID3 Editor」、ライブラリに付属する機能限定版の「Tiny VOCALOID3 Editor」、DAW「Cubase」上で動作する「VOCALOID Editor for Cubase」、クリプトン・フューチャー・メディア製の「Piapro Studio」が提供されている。
VOCALOID3 Editor
「VOCALOID Editor」、「VOCALOID2 Editor」には無かった機能として、エディタ単独でのオーディオトラックの再生や、VSTエフェクトの使用に加えて、VOCALOID3エディタ独自のJob PluginというLuaスクリプト形式のエフェクタの実装および自作等が可能となっている。VOCALOID3用だけでなく、VOCALOID2用のライブラリをVOCALOID3用に変換して使うこともできる。また、2まで1回しか出来なかったアンドゥとリドゥが、3では無限となった。
一方で、2までと異なりReWireや、VSTインストゥルメントとしての使用は出来ず、「VOCALOID3 Editor」は完全なスタンドアローン音源となっている。ただし、他のソフトウェアの側でVOCALOID3 Editorとの連携機能を用意しているものある。インターネット社は2012年11月9日に発売したDAW「Singer Song Writer 10」に「VOCALOID3 Editor」とReWire接続を行うプラグインを搭載、2013年12月19日にAHSが発売したMAGIX製のDAW「Music Maker MX2 Producer Edition」には、VOCALOID3 Editorを連携して操作できる「V3Sync」機能が搭載されている。
Windows版のみ。
Tiny VOCALOID3 Editor
ライブラリ付属の機能限定版のエディタ。17小節まで、1トラックのみといった制限つきながら、ライブラリ単体のみの購入でも歌声を出力することは出来るようになっている。
Windows版のみ。
VOCALOID Editor for Cubase
VOCALOID Editor for Cubase NEO
Steinberg社のDAW「Cubase」に「VOCALOID3 Editor」の機能を組み込むことができる。2013年1月にWindows専用の「VOCALOID Editor for Cubase」が発売され、同年8月に、Windows/Mac OS X両対応となった「VOCALOID Editor for Cubase NEO」が発売された。
Piapro Studio
ヤマハではなくクリプトン・フューチャー・メディア製のエディタで、VSTインストゥルメントやAUインストゥルメントとして動作する。VOCALOID Editorのデータファイルであるvsq、vsqxファイルを読み込んでそのまま使用することも可能。2013年2月15日発売の「KAITO V3」から、同社製音源に付属する形で提供されている。2013年8月31日にWindows/Mac OS X両対応となった。
VOCALOID4
2014年11月20日に発表され、同年12月17日より歌声編集ソフトウェアである「VOCALOID4 Editor」と「VOCALOID4 Editor for Cubase」、歌声ライブラリ第1弾として「VOCALOID4 Library VY1V4」が発売された。
今回の特徴としては「表現力」と「使いやすさ」があり、新たに喉を震わせて唸るような声を出せる「グロウル」と、複数の音声ライブラリをブレンドして新たな音色を作り出したりライブラリ間で音声コントロールができる「クロスシンセシス」が搭載された。また、ピッチやビブラートの掛かり具合が視覚的に分かるグラフを描画する「ピッチレンダリング」、これまでVOCALOIDの歌声合成エンジンが作成していたピッチカーブをオフにすることで、ロボットのようなボイスを生成することができる「ピッチスナップモード」、外部MIDI入力情報をもとに、子音を先行して発音させるために設定されている遅延を無くした発声を行ってVOCALOIDの編集画面に反映する「リアルタイムレコーディング」が搭載されている。これらの新機能は専用の波形データが必要なグロウルを除き、VOCALOID3の歌声ライブラリでも使えるようになっている。
歌声ライブラリとしてはヤマハ以外からもクリプトン・フューチャー・メディア、AHS、インターネットの各社が既存製品のVOCALOID4対応版の開発を進めていると発表されている。
なお、Piapro Studioの歌声合成エンジンについては、2015年3月19日に発売された「巡音ルカ V4X」を導入することでVOCALOID4対応のエンジンにアップグレードできる。
また、今バージョンより歌声ライブラリへのTiny VOCALOID Editorの添付が無くなった。
VOCALOID5
2018年7月に発表、発売された。
VOCALOID4からUIを刷新したほか、初のMacでのスタンドアロン対応製品である。またこのバージョンから、同Steinberg社製のDAW「Nuendo」でも動作するようになった。2000個以上のプリセットフレーズやオーディオをドラッグ＆ドロップするだけで歌のベースが出来上がる新しい制作フローを採用し、あらかじめ歌詞が入った調整済みのフレーズから、試聴して気に入ったものを選んで貼り付けるだけで歌声制作が行えるようになった。ユーザーが細かく調整する形式だった歌唱表現の調整も、わかりやすくビジュアル化されたアイコンを選択するだけで、よりすばやくダイレクトにクリエイターの感性を反映できるようになった。また、好みの歌い方、声色に一発変換する「スタイル機能」、自力では調整が難しかったビブラートなどの歌唱表現技法を、アイコンを選んで貼り付けるだけで反映できる「アタック＆リリースエフェクト」、歌い方の抑揚やスピード、音素の長さなどを波形を見ながらマウス操作を行うだけで調整できる「エモーションツール」を搭載している。販売形態はスタンダードとプレミアムの2種類となっており、どちらもボイスバンクをあらかじめ搭載している。スタンダードはAmy（女声英語）、Chris（男声英語）、 Kaori（女声日本語）、 Ken（男声日本語）の4種。プレミアムはこれに加え既成品4種（CYBER DIVA II、CYBER SONGMAN II、 VY1、VY2）を加えた8種）。
VOCALOID6
2022年10月に発売された。
今回のバージョンは事前に発表せず突発的に発売された。
このバージョンから「VOCALOID:AI」が搭載され、AIの技術によりVOCALOID5の時よりも作り出せる歌声の幅がこれまでより圧倒的に広がった。また、このバージョンよりハイクオリティーなボーカルが製作可能になる「ダブリング」、歌唱データを取り込むことで、歌声をそのままVOCALOID6用ボイスバンクで再現できる「VOCALO CHANGER」が実装された。さらに、マルチリンガルにも対応しており、1つのボイスバンクで日本語、英語、中国語を織混ぜた歌詞を歌えるようになった。発売形態はダウンロード版1種類となっているが、VOCALOID5からのアップグレードも可能となっている。ただし、アップグレードした場合「Steinberg Cubase AI」は付属されないので注意が必要となる。
歌声ライブラリとしてはインターネットが「Megpoid」のAI対応アップデート版となる「AI Megpoid」をパッケージ版・ダウンロード版双方でヤマハと同日発売している

### ライブラリの収録
歌手ライブラリの音声素片は必要な音素の組み合わせを効率的に採取するために作られたスクリプトと呼ばれる専用の歌を録音し、そこから必要な部分を切り出して作成される。英語用のライブラリでは日本語に比べ必要な音声素片が多いことから必要とする録音も多く、データベースの容量も大きくなる。スクリプトは多くの製品では歌詞に特に意味の無い「呪文」のようなものが使用されているが、2010年9月に発売されたVY1で提供者のストレス軽減を狙い歌詞に意味のある単語を混ぜるといった工夫が取り入れられるなど、常に改良は進められている。
また、過去の人の歌声を再現する試みも行われており、2011年に昭和を代表する歌手である植木等（2007年没）のライブラリが発表されている。ライブラリを作成するにはボーカルのトラックだけで、かつ必要な音素がそろった録音が必要であることから、亡くなった歌手の声を使ってライブラリを作るといったことは基本的には出来ないとされていたが、植木のライブラリでは、植木の長男比呂公一の歌声で作られたライブラリに、両者の声の違いを数学的に抽出して作成した変換関数をかけるという方法で植木の声を再現している。2014年には、シンガーソングライターhide（1998年没）の歌声をVOCALOIDを活用して再現した楽曲の発売が発表されている。hideの楽曲では、生前のボーカルデータを解析してVOCALOIDに必要な音声素片を取り出し、不足する音声についてはヤマハの声質変換技術を活用し作成された。2019年には、「昭和の歌姫」と呼ばれた美空ひばり（1989年没）の歌声をVOCALOIDを活用して再現した楽曲が発表されている。ひばりの楽曲では、生前の歌や話し声を人工知能に学習させ、それを元に深層学習技術によって歌声を再現する「VOCALOID:AI」という新技術が使用されている。
VOCALOIDのライブラリを作成するには歌声の提供を受ける必要があるが、当初は歌手の協力は得られにくく、歌声の提供者が明らかにされた初めての製品であるMIRIAMでは、ミリアム・ストックリーが自身の歌声の提供を決めるまで2、3ヵ月かかったことを明らかにしている。日本国内のメーカーについても、クリプトン・フューチャー・メディア社では2007年より展開しているキャラクター・ボーカル・シリーズに歌手でなく声優を起用することになったきっかけとして歌手の起用がうまくいかなかったことをあげており、またインターネット社でも2008年に発売したがくっぽいどに続く第2弾の企画において歌手の起用が難航していたことが伝えられている。しかし、2010年にはLilyのような、VOCALOIDを発売することによる歌手の宣伝効果を想定して企画される製品も現れた。2011年以降は、キューンレコード、SBS Artech、1st PLACEといった音楽レーベルや芸能事務所から販売される製品も登場している。

### 歌声ライブラリ製作工程
歌声ライブラリ製作工程を2014年時点のヤマハの例で説明する。
歌手イメージ決定
どのような歌声にしたいのかを決める。
準備
何人か演者候補を選び、仮レコーディングしてプロトタイプを作る。イメージに合わせて声色を作ったり、異なる演者の声を聞きながら、歌声イメージを具体化し演者を決定する。演者の収録リハーサルにもなっており、長時間の特殊な収録中に安定して声を維持できるかも確認している。収録から発売までのスケジュールを作る。
レコーディング
レコーディングは、同じ歌詞を音域を変えて収録し、通常6時間程度かかる。
演者の得意な音域や体力を考え、得意な音域を先に収録したり、日を分けることもある。収録機材はスタジオに設置された機器をもちい、加工なしのままPro ToolsなどのDAWに録音する。ヤマハの開発スタッフは、スタジオはエピキュラススタジオを多用していたが閉鎖されたため、STUDIO HIPPO、スタジオソニックガーデンを利用し、マイクはノイマンU87Ai、ソニー C-800Gなど、プリアンプはNEVE、AMEK system、Focusrite、Grace Designなどを適宜検討して使用するという。
レコーディングする内容は、台本にある歌詞を、同じ音程・同じテンポで歌う声である。音域は通常低中高の3音域を収録する。台本には「あいまい」、「いくつか」など断片的な4文字の単語の指定があり、演者はメトロノームと音程のガイド音を聞きながら歌う。台本には、たとえば「あいまい」なら、「無音→a」、「i→m」…という音素として採収するとの説明があり、収録者はその部分を注意深くモニターしている。VOCALOID2初期までの台本は「アダアダイダ」など無意味な歌詞が指示されており、演者・収録者にとって苦痛となり、演奏時の接続も不自然になりがちであったため改善が求められていた。
編集
収録された音声データから音素を選び歌声ライブラリを作成する作業で、数ヶ月〜1年以上かけられる。
まず、ステーショナリ部（伸ばし音）とアーティキュレーション部（変化する部分）という音素に採用する部分を、録り直しを含めた大量の音声データから最良部分を選び切り抜いて、1音素片ごとのファイルに保存する。アーティキュレーションには2音素と3音素の音素が想定されているが、日本語の場合は2音素の約500種類が必要になり、低中高3音域で収録した場合約1500ヶ所のデータが抽出される。
次にWaveLabなどの音声波形編集ソフトをつかって切り出した音声データをトリートメントする。大量のファイルに対して、音圧調整、音質調整、リップノイズ等除去を施す処理で、かなりの根気を要する作業であり、同時に最終製品の音質に大きく関わる調整であるという。
変換
次に、ヤマハの提供するライブラリ作成ツールを使い、音声ファイルを歌声ライブラリに変換する。
これをVOCALOIDエディタで試奏すると、発音不明瞭、ノイズが入る、つながり不自然など様々な不具合が見つかる。それらに対して、元に戻り再トリートメントや抽出範囲の微調整をし、修正版ライブラリを作り、試奏と調整を繰り返す。
完成
ある程度完成に近づいた時点でユーザーの意見なども取り入れ、完成版のリリースとなる。

## 製品

### ZERO-G
ZERO-Gは最初にVOCALOID製品を発売したイギリスのメーカー。当初より音楽のプロの用途を想定したVOCALOIDを販売している一方、2009年にパッケージにキャラクターイラストを用いたSONIKAを発売し、それまでの路線と異なる幅広い利用を想定した製品も手がけている。日本国内で発売されている製品についてはクリプトン・フューチャー・メディア社が販売を代行、ZERO-G社のウェブサイトまたは各ソフトの公式サイトでダウンロード販売も行っている。
| 製品   | エンジン  | 発売日                                             | 言語 | 性別 | 音声提供者                      | 解説 |
| ------ | --------- | -------------------------------------------------- | ---- | ---- | ------------------------------- | --- |
| LEON   | VOCALOID  | NAMM 2004 Winter（2004年1月15 - 18日）にてリリース | 英語 | 男声 | -                               | レオンとローラはボーカロイドエンジンを使用した初めての製品。音声を担当した歌手はイギリスのプロのセッション・シンガーとされるが、名前は明らかにされていない。パッケージには男女の口周りの写真があるだけで具体的な人物像は描かれていない。日本では2004年3月3日に発売された。2013年12月末をもって販売を終了している。 |
| LOLA   | VOCALOID  | NAMM 2004 Winter（2004年1月15 - 18日）にてリリース | 英語 | 女声 | -                               | レオンとローラはボーカロイドエンジンを使用した初めての製品。音声を担当した歌手はイギリスのプロのセッション・シンガーとされるが、名前は明らかにされていない。パッケージには男女の口周りの写真があるだけで具体的な人物像は描かれていない。日本では2004年3月3日に発売された。2013年12月末をもって販売を終了している。 |
| MIRIAM | VOCALOID  | 2004年7月1日                                       | 英語 | 女声 | ミリアム・ストックリー （歌手） | アディエマスのヴォーカル、ミリアム・ストックリーが音声を担当、パッケージにも描かれている。日本では2004年7月26日に発売された。2013年12月末をもって販売を終了している。 |
| PRIMA  | VOCALOID2 | 2008年1月14日                                      | 英語 | 女声 | -                               | ソプラノオペラ歌手の声をもとに作られた製品で、高域に魅力のある声が特徴とされる。英語用のソフトではあるがデモ曲にはイタリア語やフランス語のものも用意されている。日本では2008年2月22日に発売された。 |
| SONIKA | VOCALOID2 | 2009年7月15日                                      | 英語 | 女声 | -                               | 甘く澄んだ（sweet and pure）声が特徴とされ、サンプリング音声に起用されているのは「歌手」や「声優」ではないという。パッケージには緑色の髪に黄色い服を着た少女のキャラクターが描かれており、それまでのZERO-G社製品とは一線を画したものとなっている。日本では2009年8月7日に発売された。                               |
| TONIO  | VOCALOID2 | 2010年7月13日                                      | 英語 | 男声 | -                               | プロの男性オペラ歌手の声をもとに作られた製品。テノールからバリトンの音域を得意とする。日本では2010年8月2日に発売された。 |
| AVANNA | VOCALOID3 | 2012年12月22日                                     | 英語 | 女声 | レイチェル・デイ （歌手）       | VOCALOID3としては初の英語女声である。ポップスとケルト音楽を得意とし、クリアでスイートな歌声が特徴とされる。キャラクターはアイルランド人の若い女性という設定で、ブリタンニアをイメージした衣装にシャムロックをあしらっている。日本では2013年4月24日に発売された。                                                   |
| Dex    | VOCALOID4 | 2015年11月20日                                     | 英語 | 男声 | Sam Blakeslee （ボカロP）       | メーカーによればアメリカ英語のアクセントを備えた力強い男声で、ポップス・ロック・EDMに向く。Dainaとのデュエットでは良いパフォーマンスを発揮するとされる。音声提供者のSam Blakesleeは「Kenji-B」の名義でUTAUやVOCALOID楽曲を制作したり、UTAU「倍音音ケンジ」の音声を提供している。                                   |
| Daina  | VOCALOID4 | 2015年11月20日                                     | 英語 | 女声 | AkiGlancy （ボカロP）           | メーカーによれば若々しくソウルフルでハスキーな女声で、ポップス、ダンス、カントリーに向く。他はDexを参照。音声提供者のAkiGlancyは「EmpathP」の名義でUTAUやVOCALOID楽曲を制作したり、AVANNAのキャラクターデザインも手掛けている。                                                                                    |

### クリプトン・フューチャー・メディア
クリプトン・フューチャー・メディアはZERO-Gと共に初代のエンジンからVOCALOID製品を販売している日本の企業。客層を広げる狙いから当初よりパッケージにキャラクターイラストを使用した製品を販売している。特に初音ミク、鏡音リン・レン、巡音ルカの3製品からなる「キャラクター・ボーカル・シリーズ（CVシリーズ）」については、キャラクターが歌うというイメージを前面に押し出しバーチャルアイドル歌手をプロデュースするというコンセプトの製品となっている。VOCALOID製品の販売だけでなく、創作活動のためのコンテンツ投稿サイト「ピアプロ」や、VOCALOID楽曲の配信を行う音楽レーベル「KARENT」の運営なども行っている。
| 製品                      | 製品           | エンジン       | 発売日         | 言語        | 性別                                | 音声提供者                              | 解説 |
| ------------------------- | -------------- | -------------- | -------------- | ----------- | ----------------------------------- | --------------------------------------- | --- |
|                           | MEIKO          | VOCALOID       | 2004年11月5日  | 日本語      | 女声                                | 拝郷メイコ （シンガーソングライター）   | VOCALOID日本語ライブラリの第1弾。ポップス、ロック、ジャズ、R&B、童謡まで幅広く歌いこなすとされる。製品名は音声を提供した拝郷メイコの名前から取られているが、パッケージには拝郷メイコ本人ではなく、アニメ調の赤い服を着た女の子のイメージイラストが描かれている。パッケージにアニメ調のイラストを用いた製品は本製品が初めてで、この路線は後に発売される製品にも引き継がれている。初年度で約3,000本を売り上げ、発売当時におけるDTM市場では異例のヒット商品となった。2014年2月4日に、英語用1つを含む5種類のVOCALOID3対応ライブラリを収録した「MEIKO V3」が発売された。 |
| MEIKO V3                  | VOCALOID3      | 2014年2月4日   | 日本語 英語    |             | 女声                                | 拝郷メイコ （シンガーソングライター）   | VOCALOID日本語ライブラリの第1弾。ポップス、ロック、ジャズ、R&B、童謡まで幅広く歌いこなすとされる。製品名は音声を提供した拝郷メイコの名前から取られているが、パッケージには拝郷メイコ本人ではなく、アニメ調の赤い服を着た女の子のイメージイラストが描かれている。パッケージにアニメ調のイラストを用いた製品は本製品が初めてで、この路線は後に発売される製品にも引き継がれている。初年度で約3,000本を売り上げ、発売当時におけるDTM市場では異例のヒット商品となった。2014年2月4日に、英語用1つを含む5種類のVOCALOID3対応ライブラリを収録した「MEIKO V3」が発売された。 |
|                           | KAITO          | VOCALOID       | 2006年2月17日  | 日本語      | 男声                                | 風雅なおと （スタジオ・ミュージシャン） | KAITOは、VOCALOID日本語ライブラリの第2弾として発売された。パッケージには青いマフラーに白い服を身にまとった青い髪の男性が描かれている。2013年2月15日に、英語用1つを含む4種類のVOCALOID3対応ライブラリを収録した「KAITO V3」が発売された。 |
| KAITO V3                  | VOCALOID3      | 2013年2月15日  | 日本語 英語    |             | 男声                                | 風雅なおと （スタジオ・ミュージシャン） | KAITOは、VOCALOID日本語ライブラリの第2弾として発売された。パッケージには青いマフラーに白い服を身にまとった青い髪の男性が描かれている。2013年2月15日に、英語用1つを含む4種類のVOCALOID3対応ライブラリを収録した「KAITO V3」が発売された。 |
|                           | 初音ミク       | VOCALOID2      | 2007年8月31日  | 日本語      | 女声                                | 藤田咲 （声優）                         | 初音ミク（はつねみく）は2007年8月31日に「キャラクター・ボーカル・シリーズ」第1弾として発売された。パッケージにはKEIのデザインしたアニメ調のキャラクターイラストが使用されており、16歳の少女という設定がつけられている。当時最新のVOCALOID2エンジンの採用、キャラクターの人気などにより発売から約1年で4万本以上を出荷する大ヒット商品となった。VOCALOID2版では、2010年4月に表現の幅を広げるための6種類の追加ライブラリを収録した「初音ミク・アペンド」も発売された。2013年8月31日には英語版のVOCALOID3対応ライブラリを収録した「初音ミク V3 ENGLISH」を発売、同年9月26日には日本語5種類のVOCALOID3対応ライブラリを収録した「初音ミク V3」と、それに「初音ミク V3 ENGLISH」をバンドルした「初音ミク V3 バンドル」が発売された。2016年8月31日には英語版のVOCALOID4対応ライブラリを収録した「初音ミク V4 ENGLISH」と日本語6種類のVOCALOID4対応ライブラリを収録した「初音ミク V4X」、それに「初音ミク V4 ENGLISH」をバンドルした「初音ミク V4X バンドル」が発売された。2017年8月31日には、中国語版「初音ミク V4 CHINESE」が発売された（日本での発売は9月7日）。2025年にはVOCALOID6対応ボイスバンクを収録した「初音ミク V6 AI」が発売予定。 |
| 初音ミク・アペンド        | 2010年4月30日  | VOCALOID2      |                | 日本語      | 女声                                | 藤田咲 （声優）                         | 初音ミク（はつねみく）は2007年8月31日に「キャラクター・ボーカル・シリーズ」第1弾として発売された。パッケージにはKEIのデザインしたアニメ調のキャラクターイラストが使用されており、16歳の少女という設定がつけられている。当時最新のVOCALOID2エンジンの採用、キャラクターの人気などにより発売から約1年で4万本以上を出荷する大ヒット商品となった。VOCALOID2版では、2010年4月に表現の幅を広げるための6種類の追加ライブラリを収録した「初音ミク・アペンド」も発売された。2013年8月31日には英語版のVOCALOID3対応ライブラリを収録した「初音ミク V3 ENGLISH」を発売、同年9月26日には日本語5種類のVOCALOID3対応ライブラリを収録した「初音ミク V3」と、それに「初音ミク V3 ENGLISH」をバンドルした「初音ミク V3 バンドル」が発売された。2016年8月31日には英語版のVOCALOID4対応ライブラリを収録した「初音ミク V4 ENGLISH」と日本語6種類のVOCALOID4対応ライブラリを収録した「初音ミク V4X」、それに「初音ミク V4 ENGLISH」をバンドルした「初音ミク V4X バンドル」が発売された。2017年8月31日には、中国語版「初音ミク V4 CHINESE」が発売された（日本での発売は9月7日）。2025年にはVOCALOID6対応ボイスバンクを収録した「初音ミク V6 AI」が発売予定。 |
| 初音ミク V3 ENGLISH       | VOCALOID3      | 2013年8月31日  | 英語           |             | 女声                                | 藤田咲 （声優）                         | 初音ミク（はつねみく）は2007年8月31日に「キャラクター・ボーカル・シリーズ」第1弾として発売された。パッケージにはKEIのデザインしたアニメ調のキャラクターイラストが使用されており、16歳の少女という設定がつけられている。当時最新のVOCALOID2エンジンの採用、キャラクターの人気などにより発売から約1年で4万本以上を出荷する大ヒット商品となった。VOCALOID2版では、2010年4月に表現の幅を広げるための6種類の追加ライブラリを収録した「初音ミク・アペンド」も発売された。2013年8月31日には英語版のVOCALOID3対応ライブラリを収録した「初音ミク V3 ENGLISH」を発売、同年9月26日には日本語5種類のVOCALOID3対応ライブラリを収録した「初音ミク V3」と、それに「初音ミク V3 ENGLISH」をバンドルした「初音ミク V3 バンドル」が発売された。2016年8月31日には英語版のVOCALOID4対応ライブラリを収録した「初音ミク V4 ENGLISH」と日本語6種類のVOCALOID4対応ライブラリを収録した「初音ミク V4X」、それに「初音ミク V4 ENGLISH」をバンドルした「初音ミク V4X バンドル」が発売された。2017年8月31日には、中国語版「初音ミク V4 CHINESE」が発売された（日本での発売は9月7日）。2025年にはVOCALOID6対応ボイスバンクを収録した「初音ミク V6 AI」が発売予定。 |
| 初音ミク V3               | VOCALOID3      | 2013年9月26日  | 日本語         |             | 女声                                | 藤田咲 （声優）                         | 初音ミク（はつねみく）は2007年8月31日に「キャラクター・ボーカル・シリーズ」第1弾として発売された。パッケージにはKEIのデザインしたアニメ調のキャラクターイラストが使用されており、16歳の少女という設定がつけられている。当時最新のVOCALOID2エンジンの採用、キャラクターの人気などにより発売から約1年で4万本以上を出荷する大ヒット商品となった。VOCALOID2版では、2010年4月に表現の幅を広げるための6種類の追加ライブラリを収録した「初音ミク・アペンド」も発売された。2013年8月31日には英語版のVOCALOID3対応ライブラリを収録した「初音ミク V3 ENGLISH」を発売、同年9月26日には日本語5種類のVOCALOID3対応ライブラリを収録した「初音ミク V3」と、それに「初音ミク V3 ENGLISH」をバンドルした「初音ミク V3 バンドル」が発売された。2016年8月31日には英語版のVOCALOID4対応ライブラリを収録した「初音ミク V4 ENGLISH」と日本語6種類のVOCALOID4対応ライブラリを収録した「初音ミク V4X」、それに「初音ミク V4 ENGLISH」をバンドルした「初音ミク V4X バンドル」が発売された。2017年8月31日には、中国語版「初音ミク V4 CHINESE」が発売された（日本での発売は9月7日）。2025年にはVOCALOID6対応ボイスバンクを収録した「初音ミク V6 AI」が発売予定。 |
| 初音ミク V4 ENGLISH       | VOCALOID4      | 2016年8月31日  | 英語           |             | 女声                                | 藤田咲 （声優）                         | 初音ミク（はつねみく）は2007年8月31日に「キャラクター・ボーカル・シリーズ」第1弾として発売された。パッケージにはKEIのデザインしたアニメ調のキャラクターイラストが使用されており、16歳の少女という設定がつけられている。当時最新のVOCALOID2エンジンの採用、キャラクターの人気などにより発売から約1年で4万本以上を出荷する大ヒット商品となった。VOCALOID2版では、2010年4月に表現の幅を広げるための6種類の追加ライブラリを収録した「初音ミク・アペンド」も発売された。2013年8月31日には英語版のVOCALOID3対応ライブラリを収録した「初音ミク V3 ENGLISH」を発売、同年9月26日には日本語5種類のVOCALOID3対応ライブラリを収録した「初音ミク V3」と、それに「初音ミク V3 ENGLISH」をバンドルした「初音ミク V3 バンドル」が発売された。2016年8月31日には英語版のVOCALOID4対応ライブラリを収録した「初音ミク V4 ENGLISH」と日本語6種類のVOCALOID4対応ライブラリを収録した「初音ミク V4X」、それに「初音ミク V4 ENGLISH」をバンドルした「初音ミク V4X バンドル」が発売された。2017年8月31日には、中国語版「初音ミク V4 CHINESE」が発売された（日本での発売は9月7日）。2025年にはVOCALOID6対応ボイスバンクを収録した「初音ミク V6 AI」が発売予定。 |
| 初音ミク V4X              | VOCALOID4      | 2016年8月31日  | 日本語         |             | 女声                                | 藤田咲 （声優）                         | 初音ミク（はつねみく）は2007年8月31日に「キャラクター・ボーカル・シリーズ」第1弾として発売された。パッケージにはKEIのデザインしたアニメ調のキャラクターイラストが使用されており、16歳の少女という設定がつけられている。当時最新のVOCALOID2エンジンの採用、キャラクターの人気などにより発売から約1年で4万本以上を出荷する大ヒット商品となった。VOCALOID2版では、2010年4月に表現の幅を広げるための6種類の追加ライブラリを収録した「初音ミク・アペンド」も発売された。2013年8月31日には英語版のVOCALOID3対応ライブラリを収録した「初音ミク V3 ENGLISH」を発売、同年9月26日には日本語5種類のVOCALOID3対応ライブラリを収録した「初音ミク V3」と、それに「初音ミク V3 ENGLISH」をバンドルした「初音ミク V3 バンドル」が発売された。2016年8月31日には英語版のVOCALOID4対応ライブラリを収録した「初音ミク V4 ENGLISH」と日本語6種類のVOCALOID4対応ライブラリを収録した「初音ミク V4X」、それに「初音ミク V4 ENGLISH」をバンドルした「初音ミク V4X バンドル」が発売された。2017年8月31日には、中国語版「初音ミク V4 CHINESE」が発売された（日本での発売は9月7日）。2025年にはVOCALOID6対応ボイスバンクを収録した「初音ミク V6 AI」が発売予定。 |
| 初音ミク V4 CHINESE       | VOCALOID4      | 2017年8月31日  | 中国語         |             | 女声                                | 藤田咲 （声優）                         | 初音ミク（はつねみく）は2007年8月31日に「キャラクター・ボーカル・シリーズ」第1弾として発売された。パッケージにはKEIのデザインしたアニメ調のキャラクターイラストが使用されており、16歳の少女という設定がつけられている。当時最新のVOCALOID2エンジンの採用、キャラクターの人気などにより発売から約1年で4万本以上を出荷する大ヒット商品となった。VOCALOID2版では、2010年4月に表現の幅を広げるための6種類の追加ライブラリを収録した「初音ミク・アペンド」も発売された。2013年8月31日には英語版のVOCALOID3対応ライブラリを収録した「初音ミク V3 ENGLISH」を発売、同年9月26日には日本語5種類のVOCALOID3対応ライブラリを収録した「初音ミク V3」と、それに「初音ミク V3 ENGLISH」をバンドルした「初音ミク V3 バンドル」が発売された。2016年8月31日には英語版のVOCALOID4対応ライブラリを収録した「初音ミク V4 ENGLISH」と日本語6種類のVOCALOID4対応ライブラリを収録した「初音ミク V4X」、それに「初音ミク V4 ENGLISH」をバンドルした「初音ミク V4X バンドル」が発売された。2017年8月31日には、中国語版「初音ミク V4 CHINESE」が発売された（日本での発売は9月7日）。2025年にはVOCALOID6対応ボイスバンクを収録した「初音ミク V6 AI」が発売予定。 |
| 初音ミク V6 AI            | VOCALOID6      | 2025年予定     | 日本語         |             | 女声                                | 藤田咲 （声優）                         | 初音ミク（はつねみく）は2007年8月31日に「キャラクター・ボーカル・シリーズ」第1弾として発売された。パッケージにはKEIのデザインしたアニメ調のキャラクターイラストが使用されており、16歳の少女という設定がつけられている。当時最新のVOCALOID2エンジンの採用、キャラクターの人気などにより発売から約1年で4万本以上を出荷する大ヒット商品となった。VOCALOID2版では、2010年4月に表現の幅を広げるための6種類の追加ライブラリを収録した「初音ミク・アペンド」も発売された。2013年8月31日には英語版のVOCALOID3対応ライブラリを収録した「初音ミク V3 ENGLISH」を発売、同年9月26日には日本語5種類のVOCALOID3対応ライブラリを収録した「初音ミク V3」と、それに「初音ミク V3 ENGLISH」をバンドルした「初音ミク V3 バンドル」が発売された。2016年8月31日には英語版のVOCALOID4対応ライブラリを収録した「初音ミク V4 ENGLISH」と日本語6種類のVOCALOID4対応ライブラリを収録した「初音ミク V4X」、それに「初音ミク V4 ENGLISH」をバンドルした「初音ミク V4X バンドル」が発売された。2017年8月31日には、中国語版「初音ミク V4 CHINESE」が発売された（日本での発売は9月7日）。2025年にはVOCALOID6対応ボイスバンクを収録した「初音ミク V6 AI」が発売予定。 |
|                           | 鏡音リン・レン | VOCALOID2      | 2007年12月27日 | 日本語      | 女声 （鏡音リン） 男声 （鏡音レン） | 下田麻美 （声優）                       | 鏡音リン・レン（かがみねリン・レン）は「キャラクター・ボーカル・シリーズ」の第2弾。女声の鏡音リンと男声の鏡音レン、2つ併せて一つの製品としている。初音ミクと同じくパッケージにKEIのデザインによるアニメ調のキャラクターイラストが使用されており、14歳の少年少女という設定がつけられている。音声は下田麻美が一人二役で担当している。2008年7月18日に"act2"と銘打ったライブラリアップデートが行われた。2010年12月27日には6種類の追加ライブラリを収録した「鏡音リン・レン・アペンド」が発売された。2015年12月24日には英語版のVOCALOID4対応ライブラリを収録した「鏡音リン・レン V4 ENGLISH」と日本語6種類のVOCALOID4対応ライブラリを収録した「鏡音リン・レン V4X」、それに「鏡音リン・レン V4 ENGLISH」をバンドルした「鏡音リン・レン V4X バンドル」が発売された。 |
| 鏡音リン・レン act2       | 2008年7月18日  | VOCALOID2      |                | 日本語      | 女声 （鏡音リン） 男声 （鏡音レン） | 下田麻美 （声優）                       | 鏡音リン・レン（かがみねリン・レン）は「キャラクター・ボーカル・シリーズ」の第2弾。女声の鏡音リンと男声の鏡音レン、2つ併せて一つの製品としている。初音ミクと同じくパッケージにKEIのデザインによるアニメ調のキャラクターイラストが使用されており、14歳の少年少女という設定がつけられている。音声は下田麻美が一人二役で担当している。2008年7月18日に"act2"と銘打ったライブラリアップデートが行われた。2010年12月27日には6種類の追加ライブラリを収録した「鏡音リン・レン・アペンド」が発売された。2015年12月24日には英語版のVOCALOID4対応ライブラリを収録した「鏡音リン・レン V4 ENGLISH」と日本語6種類のVOCALOID4対応ライブラリを収録した「鏡音リン・レン V4X」、それに「鏡音リン・レン V4 ENGLISH」をバンドルした「鏡音リン・レン V4X バンドル」が発売された。 |
| 鏡音リン・レン・アペンド  | 2010年12月27日 | VOCALOID2      |                | 日本語      | 女声 （鏡音リン） 男声 （鏡音レン） | 下田麻美 （声優）                       | 鏡音リン・レン（かがみねリン・レン）は「キャラクター・ボーカル・シリーズ」の第2弾。女声の鏡音リンと男声の鏡音レン、2つ併せて一つの製品としている。初音ミクと同じくパッケージにKEIのデザインによるアニメ調のキャラクターイラストが使用されており、14歳の少年少女という設定がつけられている。音声は下田麻美が一人二役で担当している。2008年7月18日に"act2"と銘打ったライブラリアップデートが行われた。2010年12月27日には6種類の追加ライブラリを収録した「鏡音リン・レン・アペンド」が発売された。2015年12月24日には英語版のVOCALOID4対応ライブラリを収録した「鏡音リン・レン V4 ENGLISH」と日本語6種類のVOCALOID4対応ライブラリを収録した「鏡音リン・レン V4X」、それに「鏡音リン・レン V4 ENGLISH」をバンドルした「鏡音リン・レン V4X バンドル」が発売された。 |
| 鏡音リン・レン V4 ENGLISH | VOCALOID4      | 2015年12月24日 | 英語           |             | 女声 （鏡音リン） 男声 （鏡音レン） | 下田麻美 （声優）                       | 鏡音リン・レン（かがみねリン・レン）は「キャラクター・ボーカル・シリーズ」の第2弾。女声の鏡音リンと男声の鏡音レン、2つ併せて一つの製品としている。初音ミクと同じくパッケージにKEIのデザインによるアニメ調のキャラクターイラストが使用されており、14歳の少年少女という設定がつけられている。音声は下田麻美が一人二役で担当している。2008年7月18日に"act2"と銘打ったライブラリアップデートが行われた。2010年12月27日には6種類の追加ライブラリを収録した「鏡音リン・レン・アペンド」が発売された。2015年12月24日には英語版のVOCALOID4対応ライブラリを収録した「鏡音リン・レン V4 ENGLISH」と日本語6種類のVOCALOID4対応ライブラリを収録した「鏡音リン・レン V4X」、それに「鏡音リン・レン V4 ENGLISH」をバンドルした「鏡音リン・レン V4X バンドル」が発売された。 |
| 鏡音リン・レン V4X        | VOCALOID4      | 2015年12月24日 | 日本語         |             | 女声 （鏡音リン） 男声 （鏡音レン） | 下田麻美 （声優）                       | 鏡音リン・レン（かがみねリン・レン）は「キャラクター・ボーカル・シリーズ」の第2弾。女声の鏡音リンと男声の鏡音レン、2つ併せて一つの製品としている。初音ミクと同じくパッケージにKEIのデザインによるアニメ調のキャラクターイラストが使用されており、14歳の少年少女という設定がつけられている。音声は下田麻美が一人二役で担当している。2008年7月18日に"act2"と銘打ったライブラリアップデートが行われた。2010年12月27日には6種類の追加ライブラリを収録した「鏡音リン・レン・アペンド」が発売された。2015年12月24日には英語版のVOCALOID4対応ライブラリを収録した「鏡音リン・レン V4 ENGLISH」と日本語6種類のVOCALOID4対応ライブラリを収録した「鏡音リン・レン V4X」、それに「鏡音リン・レン V4 ENGLISH」をバンドルした「鏡音リン・レン V4X バンドル」が発売された。 |
|                           | 巡音ルカ       | VOCALOID2      | 2009年1月30日  | 日本語 英語 | 女声                                | 浅川悠 （声優）                         | 巡音ルカ（めぐりねルカ）は「キャラクター・ボーカル・シリーズ」の第3弾。パッケージはKEIのデザインによるキャラクターイラスト、20歳女性という設定となっている。日本語と英語、2つのライブラリを収録した日英バイリンガルで、得意ジャンルはラテン・ジャズ〜エスノ系ポップス（ワールド・ミュージック）、ハウス〜エレクトロニカ系ダンスとされている。2015年3月19日にはVOCALOID4対応版「巡音ルカ V4X」が発売された。 |
| 巡音ルカ V4X              | VOCALOID4      | 2015年3月19日  |                | 日本語 英語 | 女声                                | 浅川悠 （声優）                         | 巡音ルカ（めぐりねルカ）は「キャラクター・ボーカル・シリーズ」の第3弾。パッケージはKEIのデザインによるキャラクターイラスト、20歳女性という設定となっている。日本語と英語、2つのライブラリを収録した日英バイリンガルで、得意ジャンルはラテン・ジャズ〜エスノ系ポップス（ワールド・ミュージック）、ハウス〜エレクトロニカ系ダンスとされている。2015年3月19日にはVOCALOID4対応版「巡音ルカ V4X」が発売された。 |

### PowerFX
PowerFXはスウェーデンのメーカーでVOCALOID2から参入した。日本国内で発売されている製品についてはクリプトン・フューチャー・メディア社が販売を代行している。
2025年2月に会社がの事業停止に伴い、以下の製品は全て廃版となった。
| 製品      | エンジン  | 発売日         | 言語        | 性別 | 音声提供者                                              | 解説 |
| --------- | --------- | -------------- | ----------- | ---- | ------------------------------------------------------- | --- |
| SWEET ANN | VOCALOID2 | 2007年6月29日  | 英語        | 女声 | ジョディ （歌手）                                       | VOCALOID2エンジンを搭載した最初の製品。ポップシンガーであり、ダンスミュージック等を想定している。MySpaceのプロフィールではスウェーデン人となっている（Sweet Ann - MySpace）。音声を提供したジョディは、オーストラリアの歌手。「人造人間」的なイメージ戦略をとっており、パッケージには首に縫い目のある金髪で小麦色の肌の女性のイラストが描かれている。日本では2007年9月21日に発売された。 |
| Big Al    | VOCALOID2 | 2009年12月22日 | 英語        | 男声 | フランク・サンダーソン （ボイスオーバー・アーティスト） | VOCALOID2の英語ライブラリでは初の男声製品で、クールな中低域ボイスを持つことを特徴とする。公式サイトでのダウンロード販売が先行し2010年1月にDVDパッケージ版が発売された。音声を提供したフランク・サンダーソンは元PowerFX社の従業員の、ボイスオーバー・アーティスト、スタジオ・エンジニア、パッケージには男性のイラストが描かれている。日本では2010年3月5日に発売された                     |
| OLIVER    | VOCALOID3 | 2011年12月21日 | 英語        | 男声 | -                                                       | VOCALOID3では初めての男声製品で、クラシカルなボーイソプラノの音声を収録している。ライブラリには13歳のイギリス人の少年の声が使われている。制作は海外のUTAUユーザー集団であるUS-teamを中心として行われ、VocaToneも携わっている。公式アートワークはLawlietlkが担当しており、少年合唱団風の衣装を纏い、包帯で左目を被った少年のイラストが用いられている。                                    |
| YOHIOloid | VOCALOID3 | 2013年9月10日  | 英語 日本語 | 男声 | YOHIO （シンガーソングライター）                        | 日本でも活動するスウェーデン出身のビジュアル系シンガーソングライター、YOHIOの声を元にした製品。YOHIOは、スウェーデン語、英語、日本語のトリリンガルで、本製品には英語と日本語のライブラリを収録している。 |
| Ruby      | VOCALOID4 | 2015年10月7日  | 英語        | 女声 | Misha                                                   | 音声提供者のMishaはUTAUでMAKU音ハチの声を担当している。 |

### インターネット
インターネットは日本の老舗DTMメーカーで、初音ミクのヒットに触発される形で2008年に参入した。有名アーティストの歌声で歌わせられることをコンセプトとした、「アーティストボーカル」と銘打った製品や、他社との協業による既存のキャラクターを利用した製品を展開している。同社の製品ではアーティストやキャラクターといった製品のモデルに近い特徴を出すことが追求されているという。
| 製品                 | 製品                           | エンジン       | 発売日             | 言語   | 性別 | 音声提供者                             | 解説 |
| -------------------- | ------------------------------ | -------------- | ------------------ | ------ | ---- | -------------------------------------- | --- |
|                      | がくっぽいど                   | VOCALOID2      | 2008年7月31日      | 日本語 | 男声 | GACKT （シンガーソングライター、俳優） | VOCALOID2エンジンでは男性の声を元にした最初の製品で「アーティストボーカル」の第1弾。GACKTの声質をリアルに再現することが重視されている。パッケージには漫画家の三浦建太郎のデザインによるイメージキャラクター「神威がくぽ」のイラストが使用されている。2012年7月13日に、VOCALOID3対応の音源3種類が発売された。なお、がくっぽいどでは、VOCALOID3版からは3種類の音源が提供されているが、その内、がくっぽいど NATIVEについては、VOCALOID2版の声を再現したものである。2015年4月30日にはVOCALOID4対応の音源が発売された。 |
| がくっぽいど NATIVE  | VOCALOID3                      | 2012年7月13日  |                    | 日本語 | 男声 | GACKT （シンガーソングライター、俳優） | VOCALOID2エンジンでは男性の声を元にした最初の製品で「アーティストボーカル」の第1弾。GACKTの声質をリアルに再現することが重視されている。パッケージには漫画家の三浦建太郎のデザインによるイメージキャラクター「神威がくぽ」のイラストが使用されている。2012年7月13日に、VOCALOID3対応の音源3種類が発売された。なお、がくっぽいどでは、VOCALOID3版からは3種類の音源が提供されているが、その内、がくっぽいど NATIVEについては、VOCALOID2版の声を再現したものである。2015年4月30日にはVOCALOID4対応の音源が発売された。 |
| がくっぽいど NATIVE  | VOCALOID4                      | 2015年4月30日  |                    | 日本語 | 男声 | GACKT （シンガーソングライター、俳優） | VOCALOID2エンジンでは男性の声を元にした最初の製品で「アーティストボーカル」の第1弾。GACKTの声質をリアルに再現することが重視されている。パッケージには漫画家の三浦建太郎のデザインによるイメージキャラクター「神威がくぽ」のイラストが使用されている。2012年7月13日に、VOCALOID3対応の音源3種類が発売された。なお、がくっぽいどでは、VOCALOID3版からは3種類の音源が提供されているが、その内、がくっぽいど NATIVEについては、VOCALOID2版の声を再現したものである。2015年4月30日にはVOCALOID4対応の音源が発売された。 |
| がくっぽいど POWER   | VOCALOID3                      | 2012年7月13日  |                    | 日本語 | 男声 | GACKT （シンガーソングライター、俳優） | VOCALOID2エンジンでは男性の声を元にした最初の製品で「アーティストボーカル」の第1弾。GACKTの声質をリアルに再現することが重視されている。パッケージには漫画家の三浦建太郎のデザインによるイメージキャラクター「神威がくぽ」のイラストが使用されている。2012年7月13日に、VOCALOID3対応の音源3種類が発売された。なお、がくっぽいどでは、VOCALOID3版からは3種類の音源が提供されているが、その内、がくっぽいど NATIVEについては、VOCALOID2版の声を再現したものである。2015年4月30日にはVOCALOID4対応の音源が発売された。 |
| がくっぽいど POWER   | VOCALOID4                      | 2015年4月30日  |                    | 日本語 | 男声 | GACKT （シンガーソングライター、俳優） | VOCALOID2エンジンでは男性の声を元にした最初の製品で「アーティストボーカル」の第1弾。GACKTの声質をリアルに再現することが重視されている。パッケージには漫画家の三浦建太郎のデザインによるイメージキャラクター「神威がくぽ」のイラストが使用されている。2012年7月13日に、VOCALOID3対応の音源3種類が発売された。なお、がくっぽいどでは、VOCALOID3版からは3種類の音源が提供されているが、その内、がくっぽいど NATIVEについては、VOCALOID2版の声を再現したものである。2015年4月30日にはVOCALOID4対応の音源が発売された。 |
| がくっぽいど WHISPER | VOCALOID3                      | 2012年7月13日  |                    | 日本語 | 男声 | GACKT （シンガーソングライター、俳優） | VOCALOID2エンジンでは男性の声を元にした最初の製品で「アーティストボーカル」の第1弾。GACKTの声質をリアルに再現することが重視されている。パッケージには漫画家の三浦建太郎のデザインによるイメージキャラクター「神威がくぽ」のイラストが使用されている。2012年7月13日に、VOCALOID3対応の音源3種類が発売された。なお、がくっぽいどでは、VOCALOID3版からは3種類の音源が提供されているが、その内、がくっぽいど NATIVEについては、VOCALOID2版の声を再現したものである。2015年4月30日にはVOCALOID4対応の音源が発売された。 |
| がくっぽいど WHISPER | VOCALOID4                      | 2015年4月30日  |                    | 日本語 | 男声 | GACKT （シンガーソングライター、俳優） | VOCALOID2エンジンでは男性の声を元にした最初の製品で「アーティストボーカル」の第1弾。GACKTの声質をリアルに再現することが重視されている。パッケージには漫画家の三浦建太郎のデザインによるイメージキャラクター「神威がくぽ」のイラストが使用されている。2012年7月13日に、VOCALOID3対応の音源3種類が発売された。なお、がくっぽいどでは、VOCALOID3版からは3種類の音源が提供されているが、その内、がくっぽいど NATIVEについては、VOCALOID2版の声を再現したものである。2015年4月30日にはVOCALOID4対応の音源が発売された。 |
|                      | Megpoid                        | VOCALOID2      | 2009年6月26日      | 日本語 | 女声 | 中島愛 （声優・歌手）                  | メグッポイド（Megpoid）は「アーティストボーカル」の第2弾。パッケージには漫画家のゆうきまさみのデザインによるイメージキャラクター「GUMI」のイラストが描かれている。2011年10月21日に、VOCALOID3発売開始にあわせ、VOCALOID3対応の新音源4種類が発売され、2012年3月16日に、VOCALOID2版の音声をVOCALOID3向けに最適化したメグッポイド Nativeが、2013年2月28日に英語版のメグッポイド Englishが発売されている。2015年11月5日にはVOCALOID4対応の既存5種類に新収録の5種類をセットした、計10種類の音源が発売された。2022年10月13日にはVOCALOID6のAI技術に最適化されたAI Megpoidが発売された。2024年7月4日にはVOCALOID6の新音源のAI Megpoid SOLIDが発売された。                                                          |
| Megpoid Power        | VOCALOID3                      | 2011年10月21日 |                    | 日本語 | 女声 | 中島愛 （声優・歌手）                  | メグッポイド（Megpoid）は「アーティストボーカル」の第2弾。パッケージには漫画家のゆうきまさみのデザインによるイメージキャラクター「GUMI」のイラストが描かれている。2011年10月21日に、VOCALOID3発売開始にあわせ、VOCALOID3対応の新音源4種類が発売され、2012年3月16日に、VOCALOID2版の音声をVOCALOID3向けに最適化したメグッポイド Nativeが、2013年2月28日に英語版のメグッポイド Englishが発売されている。2015年11月5日にはVOCALOID4対応の既存5種類に新収録の5種類をセットした、計10種類の音源が発売された。2022年10月13日にはVOCALOID6のAI技術に最適化されたAI Megpoidが発売された。2024年7月4日にはVOCALOID6の新音源のAI Megpoid SOLIDが発売された。                                                          |
| Megpoid Power        | VOCALOID4 （PowerFat追加）     | 2015年11月5日  |                    | 日本語 | 女声 | 中島愛 （声優・歌手）                  | メグッポイド（Megpoid）は「アーティストボーカル」の第2弾。パッケージには漫画家のゆうきまさみのデザインによるイメージキャラクター「GUMI」のイラストが描かれている。2011年10月21日に、VOCALOID3発売開始にあわせ、VOCALOID3対応の新音源4種類が発売され、2012年3月16日に、VOCALOID2版の音声をVOCALOID3向けに最適化したメグッポイド Nativeが、2013年2月28日に英語版のメグッポイド Englishが発売されている。2015年11月5日にはVOCALOID4対応の既存5種類に新収録の5種類をセットした、計10種類の音源が発売された。2022年10月13日にはVOCALOID6のAI技術に最適化されたAI Megpoidが発売された。2024年7月4日にはVOCALOID6の新音源のAI Megpoid SOLIDが発売された。                                                          |
| Megpoid Whisper      | VOCALOID3                      | 2011年10月21日 |                    | 日本語 | 女声 | 中島愛 （声優・歌手）                  | メグッポイド（Megpoid）は「アーティストボーカル」の第2弾。パッケージには漫画家のゆうきまさみのデザインによるイメージキャラクター「GUMI」のイラストが描かれている。2011年10月21日に、VOCALOID3発売開始にあわせ、VOCALOID3対応の新音源4種類が発売され、2012年3月16日に、VOCALOID2版の音声をVOCALOID3向けに最適化したメグッポイド Nativeが、2013年2月28日に英語版のメグッポイド Englishが発売されている。2015年11月5日にはVOCALOID4対応の既存5種類に新収録の5種類をセットした、計10種類の音源が発売された。2022年10月13日にはVOCALOID6のAI技術に最適化されたAI Megpoidが発売された。2024年7月4日にはVOCALOID6の新音源のAI Megpoid SOLIDが発売された。                                                          |
| Megpoid Whisper      | VOCALOID4 （SoftWhisper追加）  | 2015年11月5日  |                    | 日本語 | 女声 | 中島愛 （声優・歌手）                  | メグッポイド（Megpoid）は「アーティストボーカル」の第2弾。パッケージには漫画家のゆうきまさみのデザインによるイメージキャラクター「GUMI」のイラストが描かれている。2011年10月21日に、VOCALOID3発売開始にあわせ、VOCALOID3対応の新音源4種類が発売され、2012年3月16日に、VOCALOID2版の音声をVOCALOID3向けに最適化したメグッポイド Nativeが、2013年2月28日に英語版のメグッポイド Englishが発売されている。2015年11月5日にはVOCALOID4対応の既存5種類に新収録の5種類をセットした、計10種類の音源が発売された。2022年10月13日にはVOCALOID6のAI技術に最適化されたAI Megpoidが発売された。2024年7月4日にはVOCALOID6の新音源のAI Megpoid SOLIDが発売された。                                                          |
| Megpoid Adult        | VOCALOID3                      | 2011年10月21日 |                    | 日本語 | 女声 | 中島愛 （声優・歌手）                  | メグッポイド（Megpoid）は「アーティストボーカル」の第2弾。パッケージには漫画家のゆうきまさみのデザインによるイメージキャラクター「GUMI」のイラストが描かれている。2011年10月21日に、VOCALOID3発売開始にあわせ、VOCALOID3対応の新音源4種類が発売され、2012年3月16日に、VOCALOID2版の音声をVOCALOID3向けに最適化したメグッポイド Nativeが、2013年2月28日に英語版のメグッポイド Englishが発売されている。2015年11月5日にはVOCALOID4対応の既存5種類に新収録の5種類をセットした、計10種類の音源が発売された。2022年10月13日にはVOCALOID6のAI技術に最適化されたAI Megpoidが発売された。2024年7月4日にはVOCALOID6の新音源のAI Megpoid SOLIDが発売された。                                                          |
| Megpoid Adult        | VOCALOID4 （MellowAdult追加）  | 2015年11月5日  |                    | 日本語 | 女声 | 中島愛 （声優・歌手）                  | メグッポイド（Megpoid）は「アーティストボーカル」の第2弾。パッケージには漫画家のゆうきまさみのデザインによるイメージキャラクター「GUMI」のイラストが描かれている。2011年10月21日に、VOCALOID3発売開始にあわせ、VOCALOID3対応の新音源4種類が発売され、2012年3月16日に、VOCALOID2版の音声をVOCALOID3向けに最適化したメグッポイド Nativeが、2013年2月28日に英語版のメグッポイド Englishが発売されている。2015年11月5日にはVOCALOID4対応の既存5種類に新収録の5種類をセットした、計10種類の音源が発売された。2022年10月13日にはVOCALOID6のAI技術に最適化されたAI Megpoidが発売された。2024年7月4日にはVOCALOID6の新音源のAI Megpoid SOLIDが発売された。                                                          |
| Megpoid Sweet        | VOCALOID3                      | 2011年10月21日 |                    | 日本語 | 女声 | 中島愛 （声優・歌手）                  | メグッポイド（Megpoid）は「アーティストボーカル」の第2弾。パッケージには漫画家のゆうきまさみのデザインによるイメージキャラクター「GUMI」のイラストが描かれている。2011年10月21日に、VOCALOID3発売開始にあわせ、VOCALOID3対応の新音源4種類が発売され、2012年3月16日に、VOCALOID2版の音声をVOCALOID3向けに最適化したメグッポイド Nativeが、2013年2月28日に英語版のメグッポイド Englishが発売されている。2015年11月5日にはVOCALOID4対応の既存5種類に新収録の5種類をセットした、計10種類の音源が発売された。2022年10月13日にはVOCALOID6のAI技術に最適化されたAI Megpoidが発売された。2024年7月4日にはVOCALOID6の新音源のAI Megpoid SOLIDが発売された。                                                          |
| Megpoid Sweet        | VOCALOID4 （NaturalSweet追加） | 2015年11月5日  |                    | 日本語 | 女声 | 中島愛 （声優・歌手）                  | メグッポイド（Megpoid）は「アーティストボーカル」の第2弾。パッケージには漫画家のゆうきまさみのデザインによるイメージキャラクター「GUMI」のイラストが描かれている。2011年10月21日に、VOCALOID3発売開始にあわせ、VOCALOID3対応の新音源4種類が発売され、2012年3月16日に、VOCALOID2版の音声をVOCALOID3向けに最適化したメグッポイド Nativeが、2013年2月28日に英語版のメグッポイド Englishが発売されている。2015年11月5日にはVOCALOID4対応の既存5種類に新収録の5種類をセットした、計10種類の音源が発売された。2022年10月13日にはVOCALOID6のAI技術に最適化されたAI Megpoidが発売された。2024年7月4日にはVOCALOID6の新音源のAI Megpoid SOLIDが発売された。                                                          |
| Megpoid Native       | VOCALOID3                      | 2012年3月16日  |                    | 日本語 | 女声 | 中島愛 （声優・歌手）                  | メグッポイド（Megpoid）は「アーティストボーカル」の第2弾。パッケージには漫画家のゆうきまさみのデザインによるイメージキャラクター「GUMI」のイラストが描かれている。2011年10月21日に、VOCALOID3発売開始にあわせ、VOCALOID3対応の新音源4種類が発売され、2012年3月16日に、VOCALOID2版の音声をVOCALOID3向けに最適化したメグッポイド Nativeが、2013年2月28日に英語版のメグッポイド Englishが発売されている。2015年11月5日にはVOCALOID4対応の既存5種類に新収録の5種類をセットした、計10種類の音源が発売された。2022年10月13日にはVOCALOID6のAI技術に最適化されたAI Megpoidが発売された。2024年7月4日にはVOCALOID6の新音源のAI Megpoid SOLIDが発売された。                                                          |
| Megpoid Native       | VOCALOID4 （NativeFat追加）    | 2015年11月5日  |                    | 日本語 | 女声 | 中島愛 （声優・歌手）                  | メグッポイド（Megpoid）は「アーティストボーカル」の第2弾。パッケージには漫画家のゆうきまさみのデザインによるイメージキャラクター「GUMI」のイラストが描かれている。2011年10月21日に、VOCALOID3発売開始にあわせ、VOCALOID3対応の新音源4種類が発売され、2012年3月16日に、VOCALOID2版の音声をVOCALOID3向けに最適化したメグッポイド Nativeが、2013年2月28日に英語版のメグッポイド Englishが発売されている。2015年11月5日にはVOCALOID4対応の既存5種類に新収録の5種類をセットした、計10種類の音源が発売された。2022年10月13日にはVOCALOID6のAI技術に最適化されたAI Megpoidが発売された。2024年7月4日にはVOCALOID6の新音源のAI Megpoid SOLIDが発売された。                                                          |
| Megpoid English      | VOCALOID3                      | 2013年2月28日  | 英語               |        | 女声 | 中島愛 （声優・歌手）                  | メグッポイド（Megpoid）は「アーティストボーカル」の第2弾。パッケージには漫画家のゆうきまさみのデザインによるイメージキャラクター「GUMI」のイラストが描かれている。2011年10月21日に、VOCALOID3発売開始にあわせ、VOCALOID3対応の新音源4種類が発売され、2012年3月16日に、VOCALOID2版の音声をVOCALOID3向けに最適化したメグッポイド Nativeが、2013年2月28日に英語版のメグッポイド Englishが発売されている。2015年11月5日にはVOCALOID4対応の既存5種類に新収録の5種類をセットした、計10種類の音源が発売された。2022年10月13日にはVOCALOID6のAI技術に最適化されたAI Megpoidが発売された。2024年7月4日にはVOCALOID6の新音源のAI Megpoid SOLIDが発売された。                                                          |
| AI Megpoid           | VOCALOID6                      | 2022年10月13日 | 日本語 英語 中国語 |        | 女声 | 中島愛 （声優・歌手）                  | メグッポイド（Megpoid）は「アーティストボーカル」の第2弾。パッケージには漫画家のゆうきまさみのデザインによるイメージキャラクター「GUMI」のイラストが描かれている。2011年10月21日に、VOCALOID3発売開始にあわせ、VOCALOID3対応の新音源4種類が発売され、2012年3月16日に、VOCALOID2版の音声をVOCALOID3向けに最適化したメグッポイド Nativeが、2013年2月28日に英語版のメグッポイド Englishが発売されている。2015年11月5日にはVOCALOID4対応の既存5種類に新収録の5種類をセットした、計10種類の音源が発売された。2022年10月13日にはVOCALOID6のAI技術に最適化されたAI Megpoidが発売された。2024年7月4日にはVOCALOID6の新音源のAI Megpoid SOLIDが発売された。                                                          |
| AI Megpoid SOLID     | VOCALOID6                      | 2024年7月4日   | 日本語 英語 中国語 |        | 女声 | 中島愛 （声優・歌手）                  | メグッポイド（Megpoid）は「アーティストボーカル」の第2弾。パッケージには漫画家のゆうきまさみのデザインによるイメージキャラクター「GUMI」のイラストが描かれている。2011年10月21日に、VOCALOID3発売開始にあわせ、VOCALOID3対応の新音源4種類が発売され、2012年3月16日に、VOCALOID2版の音声をVOCALOID3向けに最適化したメグッポイド Nativeが、2013年2月28日に英語版のメグッポイド Englishが発売されている。2015年11月5日にはVOCALOID4対応の既存5種類に新収録の5種類をセットした、計10種類の音源が発売された。2022年10月13日にはVOCALOID6のAI技術に最適化されたAI Megpoidが発売された。2024年7月4日にはVOCALOID6の新音源のAI Megpoid SOLIDが発売された。                                                          |
| Lily                 | Lily                           | VOCALOID2      | 2010年8月25日      | 日本語 | 女声 | yuri （歌手）                          | Lily（リリィ）はエイベックス・マネジメント所属の音楽グループ「m.o.v.e」のボーカリストyuriの声を元にした制作した製品で、「m.o.v.e」のカバーアルバム『anim.o.v.e 01』のジャケットイラストに用いられた、KEIのデザインによるキャラクター「Lily」の歌うVOCALOIDとして開発された。「ボーカロイドアーティスト」と銘打っている。VOCALOID2版はエイベックスとヤマハが歌手ライブラリを開発し、販路とユーザーサポートをインターネットが担当という形で、m.o.v.eのアニメソングカバーアルバム『anim.o.v.e 02』と同時発売された。2012年4月19日に発売されたVOCALOID3版はインターネットがライブラリの開発を行い、VOCALOID2版を再現したライブラリと、新しく録音しなおされた歌声を元に作られたライブラリの2種類を収録している。 |
| Lily                 | Lily                           | VOCALOID3      | 2012年4月19日      | 日本語 | 女声 | yuri （歌手）                          | Lily（リリィ）はエイベックス・マネジメント所属の音楽グループ「m.o.v.e」のボーカリストyuriの声を元にした制作した製品で、「m.o.v.e」のカバーアルバム『anim.o.v.e 01』のジャケットイラストに用いられた、KEIのデザインによるキャラクター「Lily」の歌うVOCALOIDとして開発された。「ボーカロイドアーティスト」と銘打っている。VOCALOID2版はエイベックスとヤマハが歌手ライブラリを開発し、販路とユーザーサポートをインターネットが担当という形で、m.o.v.eのアニメソングカバーアルバム『anim.o.v.e 02』と同時発売された。2012年4月19日に発売されたVOCALOID3版はインターネットがライブラリの開発を行い、VOCALOID2版を再現したライブラリと、新しく録音しなおされた歌声を元に作られたライブラリの2種類を収録している。 |
|                      | ガチャッポイド                 | VOCALOID2      | 2010年10月8日      | 日本語 | 男声 | ガチャピン                             | フジテレビ系列のテレビ番組ポンキッキシリーズのキャラクター・ガチャピンの声をベースに制作された製品で、インターネットが販売を担当している。本製品のためにガチャピンとは別に「リュウト」という人間の男の子のイメージキャラクターが用意された。2014年9月17日にはVOCALOID3に対応した新音源がダウンロード版のみで発売。 |
| ガチャッポイド V3    | VOCALOID3                      | 2014年9月17日  |                    | 日本語 | 男声 | ガチャピン                             | フジテレビ系列のテレビ番組ポンキッキシリーズのキャラクター・ガチャピンの声をベースに制作された製品で、インターネットが販売を担当している。本製品のためにガチャピンとは別に「リュウト」という人間の男の子のイメージキャラクターが用意された。2014年9月17日にはVOCALOID3に対応した新音源がダウンロード版のみで発売。 |
| CUL                  | CUL                            | VOCALOID3      | 2011年12月22日     | 日本語 | 女声 | 喜多村英梨 （声優）                    | CUL（カル）は、2011年1月にテレビ放送されたVOCALOIDの特集番組「VOCALO Revolution」で生まれたオリジナルキャラクターCUL（カル）の声として開発された。風雪月花四姉妹の末妹。 |
| kokone               | kokone                         | VOCALOID3      | 2014年2月14日      | 日本語 | 女声 | -                                      | kokone（心響）は、「心に響きわたる歌声の正統派女性ボーカリスト」とされ、ジャンルにとらわれず、広い音域で歌えることが特徴とされる。 |
| Chika                | Chika                          | VOCALOID3      | 2014年10月16日     | 日本語 | 女声 | 伊藤千晃 （歌手）                      | 音楽グループ「AAA」のメンバー(リリース当時)、伊藤千晃の声をベースにしたライブラリで、低音から高音まで幅広い音域と、しっかりとしながらかわいさがあふれている歌声で、従来の約2倍の音素を収録し、よりリアルで自然な歌唱が可能となっている。 |
|                      | 音街ウナ                       | VOCALOID4      | 2016年7月30日      | 日本語 | 女声 | 田中あいみ （声優）                    | エム・ティー・ケーとのコラボレーション企画で誕生した製品。甘くて可愛い声質の「Sugar」、元気で力強い声質の「Spicy」の2種類のライブラリが搭載されている。また、約140種類のボイスマテリアルも付属されている。2023年6月22日にはVOCALOID6に対応したAI 音街ウナが発売された。 |
| AI 音街ウナ          | VOCALOID6                      | 2023年6月22日  |                    | 日本語 | 女声 | 田中あいみ （声優）                    | エム・ティー・ケーとのコラボレーション企画で誕生した製品。甘くて可愛い声質の「Sugar」、元気で力強い声質の「Spicy」の2種類のライブラリが搭載されている。また、約140種類のボイスマテリアルも付属されている。2023年6月22日にはVOCALOID6に対応したAI 音街ウナが発売された。 |
| 花響琴               | 花響琴                         | VOCALOID6      | 2024年4月18日      | 日本語 | 女声 | 立花れおん （歌手）                    | 花響琴（ひびきこと）は、パワフルでハリのある歌声をもつ本格派シンガーの声を元にしたライブラリ。 |
| ついなちゃん         | ついなちゃん                   | VOCALOID6      | 2024年9月30日      | 日本語 | 女声 | 門脇舞衣 （声優）                      | 文化研究萌えキャラクター。既にVOICEROIDやSynthesizer V等の音源が発売されていたが、それらがAHSから出ていたのに対し、VOCALOID版はインターネットから発売されている。 |
| 琴葉茜・葵           | 琴葉茜・葵                     | VOCALOID6      | 2025年4月25日      | 日本語 | 女声 | 榊原ゆい （声優）                      | エーアイの企画による双子のキャラクター。NEUTRINO版同様、茜と葵それぞれにライブラリが用意されており、茜は「元気で明るい声」、葵は「可愛らしいウィスパーボイス」が特徴。 |
| WhiteCUL             | WhiteCUL                       | VOCALOID6      | 未定               | 日本語 | 女声 | -                                      | かつてCULを企画したヒロトPが立ち上げたZAN-SHINの企画によるキャラクター。CULの姉で、風雪月花四姉妹の次女。クラウドファンディングで資金を集めて制作が決定した。 |

### AHS
AH-Softwareは日本のソフトウェア販売会社で2009年12月に3製品を同時発売し参入した。各製品では人間らしい歌声が追求されており、また参入時には既存の製品に対し重複せず楽器としてバリエーションを増やすことも意識されている。
| 製品                    | 製品                  | エンジン       | 発売日         | 言語   | 性別 | 音声提供者                              | 解説 |
| ----------------------- | --------------------- | -------------- | -------------- | ------ | ---- | --------------------------------------- | --- |
|                         | 氷山キヨテル          | VOCALOID2      | 2009年12月4日  | 日本語 | 男声 | 比山貴咏史 （歌手）                     | 氷山キヨテル（ひやまキヨテル）は「ボカロ先生」と銘打った製品で、音声を提供した比山貴咏史はVOCALOIDの開発にかかわった歌手である。パッケージには梅谷阿太郎によるメガネをかけ背広を着た青年教師のイラストが用いられている。2015年10月29日にはVOCALOID4に対応した2種類の新音源が発売された。 |
| 氷山キヨテル ナチュラル | VOCALOID4             | 2015年10月29日 |                | 日本語 | 男声 | 比山貴咏史 （歌手）                     | 氷山キヨテル（ひやまキヨテル）は「ボカロ先生」と銘打った製品で、音声を提供した比山貴咏史はVOCALOIDの開発にかかわった歌手である。パッケージには梅谷阿太郎によるメガネをかけ背広を着た青年教師のイラストが用いられている。2015年10月29日にはVOCALOID4に対応した2種類の新音源が発売された。 |
| 氷山キヨテル ロック     | VOCALOID4             | 2015年10月29日 |                | 日本語 | 男声 | 比山貴咏史 （歌手）                     | 氷山キヨテル（ひやまキヨテル）は「ボカロ先生」と銘打った製品で、音声を提供した比山貴咏史はVOCALOIDの開発にかかわった歌手である。パッケージには梅谷阿太郎によるメガネをかけ背広を着た青年教師のイラストが用いられている。2015年10月29日にはVOCALOID4に対応した2種類の新音源が発売された。 |
|                         | 歌愛ユキ              | VOCALOID2      | 2009年12月4日  | 日本語 | 女声 | -                                       | 歌愛ユキ（かあいユキ）は「ボカロ小学生」と銘打った製品で実際の小学生の女の子の歌声を元につくられており、子供らしい歌声を表現できるとされる。氷山キヨテルの生徒という設定で、パッケージには梅谷阿太郎による赤いランドセルを背負った小学生児童のイラストが用いられている。2015年10月29日にはVOCALOID4に対応した新音源が発売された。 |
| 歌愛ユキ ナチュラル     | VOCALOID4             | 2015年10月29日 |                | 日本語 | 女声 | -                                       | 歌愛ユキ（かあいユキ）は「ボカロ小学生」と銘打った製品で実際の小学生の女の子の歌声を元につくられており、子供らしい歌声を表現できるとされる。氷山キヨテルの生徒という設定で、パッケージには梅谷阿太郎による赤いランドセルを背負った小学生児童のイラストが用いられている。2015年10月29日にはVOCALOID4に対応した新音源が発売された。 |
|                         | SF-A2 開発コード miki | VOCALOID2      | 2009年12月4日  | 日本語 | 女声 | フルカワミキ （シンガーソングライター） | アーティストエディション01と銘打たれた製品で、フルカワミキの歌声の特徴が忠実に再現されているとされる。パッケージには漫画家のコザキユースケによるキャラクターイラストが用いられている。2015年6月18日にはVOCALOID4に対応した新音源が発売された。制作はヤマハであり、VOCALOID2時代の発売元はグループ会社のヤマハA&R（現在は解散）。 |
| miki ナチュラル         | VOCALOID4             | 2015年6月18日  |                | 日本語 | 女声 | フルカワミキ （シンガーソングライター） | アーティストエディション01と銘打たれた製品で、フルカワミキの歌声の特徴が忠実に再現されているとされる。パッケージには漫画家のコザキユースケによるキャラクターイラストが用いられている。2015年6月18日にはVOCALOID4に対応した新音源が発売された。制作はヤマハであり、VOCALOID2時代の発売元はグループ会社のヤマハA&R（現在は解散）。 |
|                         | 猫村いろは            | VOCALOID2      | 2010年10月22日 | 日本語 | 女声 | 佳館杏ノ助 （歌手）                     | サンリオウェーブが展開する企画「ハローキティといっしょ!」に登場する、イラストレーターのokamaがデザインしたキャラクター「猫村いろは」（ねこむらいろは）の歌声を表現した製品。VOCALOID製品化以前から存在しているキャラクターだが、パッケージのコスチュームは本製品のために新たにデザインされたものである。音域の広さときれいな発声を追求して制作されているという。2015年6月18日にはVOCALOID4に対応した2種類の新音源が発売された。 |
| 猫村いろは ナチュラル   | VOCALOID4             | 2015年6月18日  |                | 日本語 | 女声 | 佳館杏ノ助 （歌手）                     | サンリオウェーブが展開する企画「ハローキティといっしょ!」に登場する、イラストレーターのokamaがデザインしたキャラクター「猫村いろは」（ねこむらいろは）の歌声を表現した製品。VOCALOID製品化以前から存在しているキャラクターだが、パッケージのコスチュームは本製品のために新たにデザインされたものである。音域の広さときれいな発声を追求して制作されているという。2015年6月18日にはVOCALOID4に対応した2種類の新音源が発売された。 |
| 猫村いろは ソフト       | VOCALOID4             | 2015年6月18日  |                | 日本語 | 女声 | 佳館杏ノ助 （歌手）                     | サンリオウェーブが展開する企画「ハローキティといっしょ!」に登場する、イラストレーターのokamaがデザインしたキャラクター「猫村いろは」（ねこむらいろは）の歌声を表現した製品。VOCALOID製品化以前から存在しているキャラクターだが、パッケージのコスチュームは本製品のために新たにデザインされたものである。音域の広さときれいな発声を追求して制作されているという。2015年6月18日にはVOCALOID4に対応した2種類の新音源が発売された。 |
|                         | 結月ゆかり            | VOCALOID3      | 2011年12月22日 | 日本語 | 女声 | 石黒千尋 （声優）                       | 結月ゆかり（ゆづきゆかり）はVOCALOIDを用いた音楽作品を発表している作曲家らから成るクリエイターチーム「VOCALOMAKETS」の企画による製品で、製造・販売をAHSが行う。音を延ばしたときの人間らしさや、息づかいの再現が重視されているという。ブレスや各種のセリフなど非圧縮Wave音源集である「exVOICE」も収録している。キャラクターイラストは文倉十が手掛けた。入力文字読み上げソフト「VOICEROID+ 結月ゆかり」と同時発売。2015年3月18日にはVOCALOID4に対応した3種類の新音源が発売された。2025年3月13日にはVOCALOID6に対応した新音源が発売されたが、販売元はインターネットに変更されている。 |
| 結月ゆかり 純           | VOCALOID4             | 2015年3月18日  |                | 日本語 | 女声 | 石黒千尋 （声優）                       | 結月ゆかり（ゆづきゆかり）はVOCALOIDを用いた音楽作品を発表している作曲家らから成るクリエイターチーム「VOCALOMAKETS」の企画による製品で、製造・販売をAHSが行う。音を延ばしたときの人間らしさや、息づかいの再現が重視されているという。ブレスや各種のセリフなど非圧縮Wave音源集である「exVOICE」も収録している。キャラクターイラストは文倉十が手掛けた。入力文字読み上げソフト「VOICEROID+ 結月ゆかり」と同時発売。2015年3月18日にはVOCALOID4に対応した3種類の新音源が発売された。2025年3月13日にはVOCALOID6に対応した新音源が発売されたが、販売元はインターネットに変更されている。 |
| 結月ゆかり 穏           | VOCALOID4             | 2015年3月18日  |                | 日本語 | 女声 | 石黒千尋 （声優）                       | 結月ゆかり（ゆづきゆかり）はVOCALOIDを用いた音楽作品を発表している作曲家らから成るクリエイターチーム「VOCALOMAKETS」の企画による製品で、製造・販売をAHSが行う。音を延ばしたときの人間らしさや、息づかいの再現が重視されているという。ブレスや各種のセリフなど非圧縮Wave音源集である「exVOICE」も収録している。キャラクターイラストは文倉十が手掛けた。入力文字読み上げソフト「VOICEROID+ 結月ゆかり」と同時発売。2015年3月18日にはVOCALOID4に対応した3種類の新音源が発売された。2025年3月13日にはVOCALOID6に対応した新音源が発売されたが、販売元はインターネットに変更されている。 |
| 結月ゆかり 凛           | VOCALOID4             | 2015年3月18日  |                | 日本語 | 女声 | 石黒千尋 （声優）                       | 結月ゆかり（ゆづきゆかり）はVOCALOIDを用いた音楽作品を発表している作曲家らから成るクリエイターチーム「VOCALOMAKETS」の企画による製品で、製造・販売をAHSが行う。音を延ばしたときの人間らしさや、息づかいの再現が重視されているという。ブレスや各種のセリフなど非圧縮Wave音源集である「exVOICE」も収録している。キャラクターイラストは文倉十が手掛けた。入力文字読み上げソフト「VOICEROID+ 結月ゆかり」と同時発売。2015年3月18日にはVOCALOID4に対応した3種類の新音源が発売された。2025年3月13日にはVOCALOID6に対応した新音源が発売されたが、販売元はインターネットに変更されている。 |
| AI 結月ゆかり           | VOCALOID6             | 2025年3月13日  |                | 日本語 | 女声 | 石黒千尋 （声優）                       | 結月ゆかり（ゆづきゆかり）はVOCALOIDを用いた音楽作品を発表している作曲家らから成るクリエイターチーム「VOCALOMAKETS」の企画による製品で、製造・販売をAHSが行う。音を延ばしたときの人間らしさや、息づかいの再現が重視されているという。ブレスや各種のセリフなど非圧縮Wave音源集である「exVOICE」も収録している。キャラクターイラストは文倉十が手掛けた。入力文字読み上げソフト「VOICEROID+ 結月ゆかり」と同時発売。2015年3月18日にはVOCALOID4に対応した3種類の新音源が発売された。2025年3月13日にはVOCALOID6に対応した新音源が発売されたが、販売元はインターネットに変更されている。 |
|                         | 東北ずん子            | VOCALOID3      | 2014年6月5日   | 日本語 | 女声 | 佐藤聡美 （声優）                       | SSS合同会社が企画した、ずんだ餅をモチーフにした東北復興支援キャラクター東北ずん子（とうほく ずんこ）のVOCALOID。「ほんわかしたかわいらしい声」が特徴とされる。音声には、これまで入力文字読み上げソフトVOICEROIDなどで声を担当してきた佐藤聡美がそのまま起用されている。2016年10月27日にはVOCALOID4に対応した新音源が発売された。 |
| 東北ずん子 ナチュラル   | VOCALOID4             | 2016年10月27日 |                | 日本語 | 女声 | 佐藤聡美 （声優）                       | SSS合同会社が企画した、ずんだ餅をモチーフにした東北復興支援キャラクター東北ずん子（とうほく ずんこ）のVOCALOID。「ほんわかしたかわいらしい声」が特徴とされる。音声には、これまで入力文字読み上げソフトVOICEROIDなどで声を担当してきた佐藤聡美がそのまま起用されている。2016年10月27日にはVOCALOID4に対応した新音源が発売された。 |
|                         | 紲星あかり            | VOCALOID4      | 2018年4月26日  | 日本語 | 女声 | 米澤円 （声優）                         | 紲星あかり（きずなあかり）は、結月ゆかりと同じく「VOCALOMAKETS」の企画による製品で、製造・販売をAHSが行う。明るい女の子の可愛らしい中にも優しさあふれる声が特徴で、追加音声素材のexVOICE、ボカロPの制作した楽曲データ(WAVEファイル＋VSQXファイル)も収録されている。本製品の発売に先行してVOICEROID版が2017年12月22日に発売されている。2025年6月13日にはVOCALOID6に対応した新音源が発売されたが、販売元はインターネットに変更されている。 |
| AI 紲星あかり           | VOCALOID6             | 2025年6月13日  |                | 日本語 | 女声 | 米澤円 （声優）                         | 紲星あかり（きずなあかり）は、結月ゆかりと同じく「VOCALOMAKETS」の企画による製品で、製造・販売をAHSが行う。明るい女の子の可愛らしい中にも優しさあふれる声が特徴で、追加音声素材のexVOICE、ボカロPの制作した楽曲データ(WAVEファイル＋VSQXファイル)も収録されている。本製品の発売に先行してVOICEROID版が2017年12月22日に発売されている。2025年6月13日にはVOCALOID6に対応した新音源が発売されたが、販売元はインターネットに変更されている。 |
|                         | 桜乃そら              | VOCALOID5      | 2018年7月26日  | 日本語 | 女声 | 井上喜久子 （声優）                     | 桜乃そら（はるのそら）は、VOCALOID5のサードパーティー製品としては初めての製品である。優しく柔らかい声質の「ナチュラル」と、張りのあるのびやかな声質の「クール」の2種類の音源が存在する。入力文字読み上げソフト「VOICEROID2 桜乃そら」と同日発売。 |
| 桜乃そら ナチュラル     |                       | VOCALOID5      | 2018年7月26日  | 日本語 | 女声 | 井上喜久子 （声優）                     | 桜乃そら（はるのそら）は、VOCALOID5のサードパーティー製品としては初めての製品である。優しく柔らかい声質の「ナチュラル」と、張りのあるのびやかな声質の「クール」の2種類の音源が存在する。入力文字読み上げソフト「VOICEROID2 桜乃そら」と同日発売。 |
| 桜乃そら クール         |                       | VOCALOID5      | 2018年7月26日  | 日本語 | 女声 | 井上喜久子 （声優）                     | 桜乃そら（はるのそら）は、VOCALOID5のサードパーティー製品としては初めての製品である。優しく柔らかい声質の「ナチュラル」と、張りのあるのびやかな声質の「クール」の2種類の音源が存在する。入力文字読み上げソフト「VOICEROID2 桜乃そら」と同日発売。 |

### ヤマハ
VOCALOID製品は、2004年以降複数の企業から発売されているが、ヤマハが自社で企画、開発した製品が自社ブランドで販売されるようになったのは2010年からである。ただし「SF-A2 開発コード miki」はヤマハグループであるヤマハA&Rから制作・発売されているため、グループを含めればmikiがヤマハ最初の製品となる。2010年9月に、まず音声の提供者やソフトのキャラクターのイメージのついていない製品の需要に応えることを狙い、それまでのVOCALOID製品とは異なりキャラクターを設定せず音声の提供者も明らかとしない「VYシリーズ」の提供をはじめ、2011年12月からは自社企画以外の製品の販売も行っている。なお、2010年9月発売の「VY1」、2011年4月発売の「VY2」については、製品の企画、制作はヤマハであるが、販売についてはVOCALOID関連製品の公式販売サイト「VOCALOID STORE」を運営する日本の情報関連企業ビープラッツが行っていた。
| 製品                    | 製品                    | エンジン       | 発売日         | 言語        | 性別 | 音声提供者                                                          | 解説 |
| ----------------------- | ----------------------- | -------------- | -------------- | ----------- | ---- | ------------------------------------------------------------------- | --- |
|                         | VY1                     | VOCALOID2      | 2010年9月1日   | 日本語      | 女声 | -                                                                   | VY1（ブイワイワン）は、初めてのヤマハが自ら企画し音声ライブラリを制作したVOCALOID製品である。VY1では「MIZKI」というハナミズキをイメージして付けられた音声データベースのコードネームが存在するが、これについては歌声の主の名前が「MIZKI」であるという扱いではなく、音声提供者とも無関係である。音声の提供者はVOCALOIDの合成と相性の良い声の声優だという。パッケージは和風のデザインで、ハナミズキをモチーフとした扇子やかんざしが描かれる。デラックスパッケージと標準パッケージの二種類が発売され、デラックスパッケージには様々なクリエイターによるイメージがされたオリジナルCDアルバムが同梱された。なお、VY1の発売元はヤマハではなくビープラッツである。2011年10月21日に、VOCALOID3発売開始にあわせ、VOCALOID3版の「VY1V3」（ブイワイワンブイスリー）がヤマハから発売された。2014年12月17日にはVOCALOID4発売開始にあわせ、VOCALOID4版の「VY1V4」（ブイワイワンブイフォー）が発売された。2018年7月12日にはVOCALOID5発売開始にあわせ、VOCALOID5版が「VOCALOID5 PREMIUM」に同梱されて発売された。                                                                          |
| VY1V3                   | VOCALOID3               | 2011年10月21日 |                | 日本語      | 女声 | -                                                                   | VY1（ブイワイワン）は、初めてのヤマハが自ら企画し音声ライブラリを制作したVOCALOID製品である。VY1では「MIZKI」というハナミズキをイメージして付けられた音声データベースのコードネームが存在するが、これについては歌声の主の名前が「MIZKI」であるという扱いではなく、音声提供者とも無関係である。音声の提供者はVOCALOIDの合成と相性の良い声の声優だという。パッケージは和風のデザインで、ハナミズキをモチーフとした扇子やかんざしが描かれる。デラックスパッケージと標準パッケージの二種類が発売され、デラックスパッケージには様々なクリエイターによるイメージがされたオリジナルCDアルバムが同梱された。なお、VY1の発売元はヤマハではなくビープラッツである。2011年10月21日に、VOCALOID3発売開始にあわせ、VOCALOID3版の「VY1V3」（ブイワイワンブイスリー）がヤマハから発売された。2014年12月17日にはVOCALOID4発売開始にあわせ、VOCALOID4版の「VY1V4」（ブイワイワンブイフォー）が発売された。2018年7月12日にはVOCALOID5発売開始にあわせ、VOCALOID5版が「VOCALOID5 PREMIUM」に同梱されて発売された。                                                                          |
| VY1V4                   | VOCALOID4               | 2014年12月17日 |                | 日本語      | 女声 | -                                                                   | VY1（ブイワイワン）は、初めてのヤマハが自ら企画し音声ライブラリを制作したVOCALOID製品である。VY1では「MIZKI」というハナミズキをイメージして付けられた音声データベースのコードネームが存在するが、これについては歌声の主の名前が「MIZKI」であるという扱いではなく、音声提供者とも無関係である。音声の提供者はVOCALOIDの合成と相性の良い声の声優だという。パッケージは和風のデザインで、ハナミズキをモチーフとした扇子やかんざしが描かれる。デラックスパッケージと標準パッケージの二種類が発売され、デラックスパッケージには様々なクリエイターによるイメージがされたオリジナルCDアルバムが同梱された。なお、VY1の発売元はヤマハではなくビープラッツである。2011年10月21日に、VOCALOID3発売開始にあわせ、VOCALOID3版の「VY1V3」（ブイワイワンブイスリー）がヤマハから発売された。2014年12月17日にはVOCALOID4発売開始にあわせ、VOCALOID4版の「VY1V4」（ブイワイワンブイフォー）が発売された。2018年7月12日にはVOCALOID5発売開始にあわせ、VOCALOID5版が「VOCALOID5 PREMIUM」に同梱されて発売された。                                                                          |
| VY1                     | VOCALOID5               | 2018年7月12日  |                | 日本語      | 女声 | -                                                                   | VY1（ブイワイワン）は、初めてのヤマハが自ら企画し音声ライブラリを制作したVOCALOID製品である。VY1では「MIZKI」というハナミズキをイメージして付けられた音声データベースのコードネームが存在するが、これについては歌声の主の名前が「MIZKI」であるという扱いではなく、音声提供者とも無関係である。音声の提供者はVOCALOIDの合成と相性の良い声の声優だという。パッケージは和風のデザインで、ハナミズキをモチーフとした扇子やかんざしが描かれる。デラックスパッケージと標準パッケージの二種類が発売され、デラックスパッケージには様々なクリエイターによるイメージがされたオリジナルCDアルバムが同梱された。なお、VY1の発売元はヤマハではなくビープラッツである。2011年10月21日に、VOCALOID3発売開始にあわせ、VOCALOID3版の「VY1V3」（ブイワイワンブイスリー）がヤマハから発売された。2014年12月17日にはVOCALOID4発売開始にあわせ、VOCALOID4版の「VY1V4」（ブイワイワンブイフォー）が発売された。2018年7月12日にはVOCALOID5発売開始にあわせ、VOCALOID5版が「VOCALOID5 PREMIUM」に同梱されて発売された。                                                                          |
|                         | VY2                     | VOCALOID2      | 2011年4月25日  | 日本語      | 男声 | -                                                                   | VY2（ブイワイツー）は、VY1と同じく和風をイメージしており、パッケージにはなぎみそのデザインによる刀のイラストが用いられている。歌声の提供者は男性声優で、2011年4月までの男声VOCALOIDでは実年齢が最も若いという。VY1と同様に、キャラクターは設定されていないが、「勇馬」（ゆうま）というコードネームが存在する。なお、YY2の発売元はヤマハではなくビープラッツである。2012年10月にはVOCALOID3版の「VY2V3」（ブイワイツーブイスリー）が発売された。VY2V3は通常の男性声の「スタンダード」と、裏声を元にした「ファルセット」の2種類のライブラリを収録する。2018年7月12日にはVOCALOID5発売開始にあわせ、VOCALOID5版が「VOCALOID5 PREMIUM」に同梱されて発売された。 |
| VY2V3                   | VOCALOID3               | 2012年10月19日 |                | 日本語      | 男声 | -                                                                   | VY2（ブイワイツー）は、VY1と同じく和風をイメージしており、パッケージにはなぎみそのデザインによる刀のイラストが用いられている。歌声の提供者は男性声優で、2011年4月までの男声VOCALOIDでは実年齢が最も若いという。VY1と同様に、キャラクターは設定されていないが、「勇馬」（ゆうま）というコードネームが存在する。なお、YY2の発売元はヤマハではなくビープラッツである。2012年10月にはVOCALOID3版の「VY2V3」（ブイワイツーブイスリー）が発売された。VY2V3は通常の男性声の「スタンダード」と、裏声を元にした「ファルセット」の2種類のライブラリを収録する。2018年7月12日にはVOCALOID5発売開始にあわせ、VOCALOID5版が「VOCALOID5 PREMIUM」に同梱されて発売された。 |
| VY2                     | VOCALOID5               | 2018年7月12日  |                | 日本語      | 男声 | -                                                                   | VY2（ブイワイツー）は、VY1と同じく和風をイメージしており、パッケージにはなぎみそのデザインによる刀のイラストが用いられている。歌声の提供者は男性声優で、2011年4月までの男声VOCALOIDでは実年齢が最も若いという。VY1と同様に、キャラクターは設定されていないが、「勇馬」（ゆうま）というコードネームが存在する。なお、YY2の発売元はヤマハではなくビープラッツである。2012年10月にはVOCALOID3版の「VY2V3」（ブイワイツーブイスリー）が発売された。VY2V3は通常の男性声の「スタンダード」と、裏声を元にした「ファルセット」の2種類のライブラリを収録する。2018年7月12日にはVOCALOID5発売開始にあわせ、VOCALOID5版が「VOCALOID5 PREMIUM」に同梱されて発売された。 |
| Mew                     | Mew                     | VOCALOID3      | 2011年10月21日 | 日本語      | 女声 | 坂本美雨 （歌手）                                                   | 製品名のMew（ミュウ）は猫の鳴き声の擬声語で、坂本の名前の響きと、坂本が愛猫家であることから製品名に採用された。透明感のある落ち着いた歌声が特徴とされる。パッケージには、坂本の飼っている「サバ美」をモデルにした猫を抱いた女性のイラストが使用されている。VOCALOID3発売開始にあわせ発売された。 |
| 兎眠りおん              | 兎眠りおん              | VOCALOID3      | 2011年12月16日 | 日本語      | 女声 | 夢眠ねむ （歌手）                                                   | 兎眠りおん（とねりおん）は秋葉原でレストランバーならびにライブハウスを運営するディアステージが企画した製品で、ヤマハが製造・販売を行う。声質は、鼻に掛かる幼い声質を特徴としており、萌え系の声であるとされる。2111年の"アキハバラ"からやって来た、秋葉原ディアステージで働く新人アイドルという設定で、キャラクターのデザインは渡辺明夫が手掛けた。2017年2月16日にはVOCALOID4に対応した新音源が発売されたが、キャラクターデザインは堀口悠紀子による物に一新されている。当初は音声提供者が非公開だったが、VOCALOID4夢眠ネムの情報公開とともに提供者が同じく夢眠ねむであることが公表された。 |
| 兎眠りおん              | 兎眠りおん              | VOCALOID4      | 2017年2月16日  | 日本語      | 女声 | 夢眠ねむ （歌手）                                                   | 兎眠りおん（とねりおん）は秋葉原でレストランバーならびにライブハウスを運営するディアステージが企画した製品で、ヤマハが製造・販売を行う。声質は、鼻に掛かる幼い声質を特徴としており、萌え系の声であるとされる。2111年の"アキハバラ"からやって来た、秋葉原ディアステージで働く新人アイドルという設定で、キャラクターのデザインは渡辺明夫が手掛けた。2017年2月16日にはVOCALOID4に対応した新音源が発売されたが、キャラクターデザインは堀口悠紀子による物に一新されている。当初は音声提供者が非公開だったが、VOCALOID4夢眠ネムの情報公開とともに提供者が同じく夢眠ねむであることが公表された。 |
| 蒼姫ラピス              | 蒼姫ラピス              | VOCALOID3      | 2012年4月6日   | 日本語      | 女声 | 江口菜子 （一般公募→声優）                                          | 蒼姫ラピス（あおきラピス）は、アニメスタジオのスタジオディーンと、エンターテイメント系ネットサービス企業のサーファーズパラダイスによる「i-style Project」が企画した製品で、ヤマハが製造・販売を行う。低音域、中音域、高音域のそれぞれで印象の違う歌声が特徴とされる。CARNELIANによるイラストを元に、音声提供者とキャラクター名を公募で決定し制作された。キャラクターの世界観・設定は鹿瀬あさが担当した。身長150ミリメートルの妖精で、おっとりした性格との設定となっている。 |
| ZOLA PROJECT            | ZOLA PROJECT            | VOCALOID3      | 2013年6月21日  | 日本語      | 男声 | 高橋実（YUU） 宮崎湧（KYO） M. Cayton（WIL） （いずれも読者モデル） | ZOLA PROJECT（ぞら プロジェクト）は、VOCALOID10周年を記念し企画された製品で、「儚さを秘めた哀愁漂うスウィートボイス」のYUU、「明るく前向きで力強さあふれる正統派ボイス」のKYO、「外国人ならではの抒情的なハスキーボイス」のWILの、3つの男声ライブラリが収録されている。同じヤマハ製の男声音源であるVY2がスタンダードな優等生とすると、ZOLAでは個性が強調されており、またソロとしての使用のみならず、デュオやグループとして使用することにも適しているという。キャラクターのイメージイラストをイラストレーターの天野喜孝、ロゴデザインを書家の武田双雲、企画をプロデューサーの瀬戸優樹、公式デモ曲を作詞家の森雪之丞と音楽プロデューサーの浅倉大介が手掛けた。音声提供者3人は、2014年7月23日に「史上初の"会える"ボカロユニット」を銘打った、「ZOLA」としてCDデビューしている。ZOLAのライブパフォーマンスでは歌声に本人たちの声ではなくVOCALOID「ZOLA PROJECT」が使用される。2023年6月20日には、VOCALOID6に対応した新音源が発売された。制作にあたってはKYOのみ新録されており、他2ライブラリは過去の音源を元に作られており、イメージイラストは冨士原良の物に変更されている。 |
| ZOLA PROJECT            | ZOLA PROJECT            | VOCALOID6      | 2023年6月20日  | 日本語      | 男声 | 高橋実（YUU） 宮崎湧（KYO） M. Cayton（WIL） （いずれも読者モデル） | ZOLA PROJECT（ぞら プロジェクト）は、VOCALOID10周年を記念し企画された製品で、「儚さを秘めた哀愁漂うスウィートボイス」のYUU、「明るく前向きで力強さあふれる正統派ボイス」のKYO、「外国人ならではの抒情的なハスキーボイス」のWILの、3つの男声ライブラリが収録されている。同じヤマハ製の男声音源であるVY2がスタンダードな優等生とすると、ZOLAでは個性が強調されており、またソロとしての使用のみならず、デュオやグループとして使用することにも適しているという。キャラクターのイメージイラストをイラストレーターの天野喜孝、ロゴデザインを書家の武田双雲、企画をプロデューサーの瀬戸優樹、公式デモ曲を作詞家の森雪之丞と音楽プロデューサーの浅倉大介が手掛けた。音声提供者3人は、2014年7月23日に「史上初の"会える"ボカロユニット」を銘打った、「ZOLA」としてCDデビューしている。ZOLAのライブパフォーマンスでは歌声に本人たちの声ではなくVOCALOID「ZOLA PROJECT」が使用される。2023年6月20日には、VOCALOID6に対応した新音源が発売された。制作にあたってはKYOのみ新録されており、他2ライブラリは過去の音源を元に作られており、イメージイラストは冨士原良の物に変更されている。 |
| メルリ                  | メルリ                  | VOCALOID3      | 2013年12月24日 | 日本語      | 女声 | 鎌田美沙紀 （一般公募）                                             | 蒼姫ラピスに続く、「i-style Project」企画製品の第2弾で、ヤマハが製造・販売を行う。力強い中低音域と、ファルセットに近いあでやかな高音域が特徴とされる。キャラクターデザインはラピスと同じCARNELIAN、設定は鹿瀬あさによるもので、音声提供者とキャラクター名を公募で決定し制作された。メルリは、ラピスの姉で身長16cmの妖精、ラピスと対照的な勝気な性格と設定されている。 |
| 杏音鳥音                | 杏音鳥音                | VOCALOID3      | 2014年3月3日   | 日本語      | 女声 | -                                                                   | 杏音鳥音（アノンカノン）は、「AnoKano Project」の企画による製品。VOCALOIDでは初めての双子の女子高生というキャラクター設定になっており、「じっくりとキモチを届けるやさしい歌声」の妹の杏音（アノン）と、「まっすぐな感情を伝える力強い歌声」の姉の鳥音（カノン）の2種類のライブラリを収録している。ボイス音声ファイルや、楽曲制作に使える200種類以上のボイスマテリアルを同梱。キャラクターのデザインは「はくり」が手掛けた。 |
|                         | ギャラ子 NEO            | VOCALOID3      | 2014年8月5日   | 日本語      | 女声 | 柴咲コウ （女優・歌手）                                             | 音楽ユニットgalaxias!のイメージキャラクター「galaco（ギャラ子）」のVOCALOIDで、同ユニットのボーカル柴咲コウの声をもとに作られた。はっきりとした芯のある声」が特徴の「ギャラ子RED」と、「しっとりとした深みのある声」が特徴の「ギャラ子BLUE」の2つの歌声ライブラリを収録。特典として音声読み上げソフト「ギャラ子Talk」、楽曲制作に使える100種類以上のボイスマテリアルも同梱している。製品が発売されたのは2014年8月であるが、2010年8月に声の収録が行われており、当時制作されたライブラリは、2011年11月から2012年6月に開催された「VOCALOID3発売記念楽曲コンテスト」の賞品として配布されている。コンテストの当時は製品化の予定は無かったが、その後多数のリクエストを受けて、コンテストでの配布されたライブラリを改良し「ギャラ子 NEO」として製品化された。コンテストでの配布時にはキャラクターイラストをKEIとたまごが担当していたが、「ギャラ子 NEO」では富岡二郎が担当している。2024年8月5日にはVOCALOID6に対応した2種類の新音源が発売された。 |
| galaco BLACK            | VOCALOID6               | 2024年8月5日   |                | 日本語      | 女声 | 柴咲コウ （女優・歌手）                                             | 音楽ユニットgalaxias!のイメージキャラクター「galaco（ギャラ子）」のVOCALOIDで、同ユニットのボーカル柴咲コウの声をもとに作られた。はっきりとした芯のある声」が特徴の「ギャラ子RED」と、「しっとりとした深みのある声」が特徴の「ギャラ子BLUE」の2つの歌声ライブラリを収録。特典として音声読み上げソフト「ギャラ子Talk」、楽曲制作に使える100種類以上のボイスマテリアルも同梱している。製品が発売されたのは2014年8月であるが、2010年8月に声の収録が行われており、当時制作されたライブラリは、2011年11月から2012年6月に開催された「VOCALOID3発売記念楽曲コンテスト」の賞品として配布されている。コンテストの当時は製品化の予定は無かったが、その後多数のリクエストを受けて、コンテストでの配布されたライブラリを改良し「ギャラ子 NEO」として製品化された。コンテストでの配布時にはキャラクターイラストをKEIとたまごが担当していたが、「ギャラ子 NEO」では富岡二郎が担当している。2024年8月5日にはVOCALOID6に対応した2種類の新音源が発売された。 |
| galaco WHITE            | VOCALOID6               | 2024年8月5日   |                | 日本語      | 女声 | 柴咲コウ （女優・歌手）                                             | 音楽ユニットgalaxias!のイメージキャラクター「galaco（ギャラ子）」のVOCALOIDで、同ユニットのボーカル柴咲コウの声をもとに作られた。はっきりとした芯のある声」が特徴の「ギャラ子RED」と、「しっとりとした深みのある声」が特徴の「ギャラ子BLUE」の2つの歌声ライブラリを収録。特典として音声読み上げソフト「ギャラ子Talk」、楽曲制作に使える100種類以上のボイスマテリアルも同梱している。製品が発売されたのは2014年8月であるが、2010年8月に声の収録が行われており、当時制作されたライブラリは、2011年11月から2012年6月に開催された「VOCALOID3発売記念楽曲コンテスト」の賞品として配布されている。コンテストの当時は製品化の予定は無かったが、その後多数のリクエストを受けて、コンテストでの配布されたライブラリを改良し「ギャラ子 NEO」として製品化された。コンテストでの配布時にはキャラクターイラストをKEIとたまごが担当していたが、「ギャラ子 NEO」では富岡二郎が担当している。2024年8月5日にはVOCALOID6に対応した2種類の新音源が発売された。 |
|                         | CYBER DIVA              | VOCALOID4      | 2015年2月5日   | 英語        | 女声 | Jenny Shima                                                         | ヤマハ初の英語の女声ライブラリにして、アメリカに初めて進出した歌声ライブラリ。音声提供者はアメリカ合衆国出身のネイティブスピーカー。 デフォルトではイギリス英語に近い歌い方をするが、本体に付属されている専用ユーザー辞書ファイルをエディターに設定することでアメリカ英語で歌わせることができる。 パッケージには、ヘッドホンとサングラスをした金髪の女性の顔の絵が描かれている。2018年7月12日にはVOCALOID5発売開始にあわせ、VOCALOID5版「CYBER DIVA II」が「VOCALOID5 PREMIUM」に同梱されて発売された。 |
| CYBER DIVA II           | VOCALOID5               | 2018年7月12日  |                | 英語        | 女声 | Jenny Shima                                                         | ヤマハ初の英語の女声ライブラリにして、アメリカに初めて進出した歌声ライブラリ。音声提供者はアメリカ合衆国出身のネイティブスピーカー。 デフォルトではイギリス英語に近い歌い方をするが、本体に付属されている専用ユーザー辞書ファイルをエディターに設定することでアメリカ英語で歌わせることができる。 パッケージには、ヘッドホンとサングラスをした金髪の女性の顔の絵が描かれている。2018年7月12日にはVOCALOID5発売開始にあわせ、VOCALOID5版「CYBER DIVA II」が「VOCALOID5 PREMIUM」に同梱されて発売された。 |
| Sachiko                 | Sachiko                 | VOCALOID4      | 2015年7月27日  | 日本語      | 女声 | 小林幸子 （歌手）                                                   | 小林幸子の声を元に作られたライブラリの歌声に、同梱の、隠れマルコフモデル（HMM）を利用した、こぶしやしゃくりなど小林特有の歌い方を再現するための専用ジョブプラグイン「Sachikobushi」（幸子節）を適用することで、小林幸子らしい歌声が再現できるようになっている。掛声や挨拶など400種以上のボイスマテリアルが付属する。製品キャラクターは碧風羽がデザインし、製品ロゴは小林直筆のものを使用している。 |
| アルスロイド            | アルスロイド            | VOCALOID4      | 2015年9月23日  | 日本語      | 男声 | 神生アキラ （歌手）                                                 | アルスマグナのメンバーである神生アキラの声をもとに作られたライブラリ。他のメンバーのボイスサンプルもアキラを含めて900種類以上収録されている。本ライブラリの発売に先行し、2015年6月14日に発売されたアルスマグナの2ndシングル「夏にキスしていいですか？」（初回限定版B）の収録曲「食悦パラサイト Dance Video」に、アルスロイドが使用されている。 |
| Unity-chan!             | Unity-chan!             | VOCALOID4      | 2016年1月14日  | 日本語      | 女声 | 角元明日香 （声優）                                                 | ユニティ・テクノロジーズ・ジャパン公式キャラクター「ユニティちゃん」のVOCALOID。本ライブラリに先行して公開された『VOCALOID SDK for Unity』に同梱された『Unityランタイム版VOCALOID Library unity-chan!』のハイクオリティ版という位置づけであり、「元気でちょっと小生意気な歌声」が特徴。また、約300種類のボイスマテリアルも付属されている。パッケージには「ユニティちゃん」こと「大鳥こはく」が描かれている。 |
| Fukase                  | Fukase                  | VOCALOID4      | 2016年1月28日  | 日本語 英語 | 男声 | Fukase （歌手）                                                     | SEKAI NO OWARIのボーカルであるFukaseの声をもとに作られたライブラリ。2種類の日本語ライブラリと1種類の英語ライブラリで構成されており、ロボットボイスのような特徴的なエフェクトを歌声に適用できる専用ジョブプラグイン「Electronica-Tune」が搭載されている。キャラクターデザインは、2015年8月4日から8月31日にかけてpixivにて開催した「VOCALOID4 Library Fukaseキャラクターデザインコンテスト」で大賞を受賞したmikumaのものが採用された。パッケージイラストには杖を持った赤い髪の男性が描かれている。 |
|                         | CYBER SONGMAN           | VOCALOID4      | 2016年10月31日 | 英語        | 男声 | -                                                                   | ヤマハ初の男声の英語ライブラリで、CYBER DIVA同様アメリカ英語で歌わせることも可能。海外も視野に入れているため、販売方法はボーカロイド公式ショップでのダウンロード販売に限られている。パッケージには、イヤホンとサングラスをした男性の顔の絵が描かれている。2018年7月12日にはVOCALOID5発売開始にあわせ、VOCALOID5版「CYBER SONGMAN II」が「VOCALOID5 PREMIUM」に同梱されて発売された。 |
| CYBER SONGMAN II        | VOCALOID5               | 2018年7月12日  |                | 英語        | 男声 | -                                                                   | ヤマハ初の男声の英語ライブラリで、CYBER DIVA同様アメリカ英語で歌わせることも可能。海外も視野に入れているため、販売方法はボーカロイド公式ショップでのダウンロード販売に限られている。パッケージには、イヤホンとサングラスをした男性の顔の絵が描かれている。2018年7月12日にはVOCALOID5発売開始にあわせ、VOCALOID5版「CYBER SONGMAN II」が「VOCALOID5 PREMIUM」に同梱されて発売された。 |
| 夢眠ネム                | 夢眠ネム                | VOCALOID4      | 2017年2月16日  | 日本語      | 女声 | 夢眠ねむ （歌手）                                                   | 夢眠ネム（ゆめみねむ）はディアステージ（前出）が企画した製品で、ヤマハが製造・販売を行う。声質は、夢眠ねむが普段喋ってるトーンやライブで使う力強い声なども搭載していており、同じく音声提供した兎眠りおんよりは大人な声とされる。特別な機能として同日発売のVOCALOID4版の兎眠りおんと滑らかに音声を切り替えることができる「クロスシンセシス機能」を搭載する。キャラクターデザインは堀口悠紀子が手掛けた。 |
| AZUKI                   | AZUKI                   | VOCALOID4      | 2017年7月12日  | 日本語      | 女声 | 大坪由佳 （声優）                                                   | 元々はセガが展開していた『Project 575』の登場キャラクター、正岡小豆・小林抹茶のライブラリがiOSアプリ『うた詠み575』用に製作されていたが、2014年7月18日午後2時にサービスは終了となった。当初は製品化の予定は無かったが、発売日当日に一般向けに販売することが発表された。それにあたり、パッケージイラストはかんざきひろにより新たに描き下ろされたものが使用されている。 |
| MATCHA                  | MATCHA                  | VOCALOID4      | 2017年7月12日  | 日本語      | 女声 | 大橋彩香 （声優）                                                   | 元々はセガが展開していた『Project 575』の登場キャラクター、正岡小豆・小林抹茶のライブラリがiOSアプリ『うた詠み575』用に製作されていたが、2014年7月18日午後2時にサービスは終了となった。当初は製品化の予定は無かったが、発売日当日に一般向けに販売することが発表された。それにあたり、パッケージイラストはかんざきひろにより新たに描き下ろされたものが使用されている。 |
| ミライ小町              | ミライ小町              | VOCALOID4      | 2018年5月24日  | 日本語      | 女声 | -                                                                   | バンダイナムコスタジオが社内の技術発表や社外カンファレンスなどのデモンストレーションのために生み出した未来型アイドルという設定のボーカロイドで、同社のサウンドチームが音声収録から歌唱データベースの制作まで全ての工程を担当している。クリアな発音と透明感のある歌声が特徴とされ、ポップスやロックなど各種ジャンルで豊かな感情表現が楽しめる。キャラクターデザインは同社ののビジュアルアートチームが担当。 |
| Amy                     | Amy                     | VOCALOID5      | 2018年7月12日  | 英語        | 女声 | -                                                                   | いずれも「VOCALOID5 STANDARD」及び「VOCALOID5 PREMIUM」に標準収録されたライブラリ。 |
| Chris                   | Chris                   | VOCALOID5      | 2018年7月12日  | 英語        | 男声 | -                                                                   | いずれも「VOCALOID5 STANDARD」及び「VOCALOID5 PREMIUM」に標準収録されたライブラリ。 |
| Kaori                   | Kaori                   | VOCALOID5      | 2018年7月12日  | 日本語      | 女声 | -                                                                   | いずれも「VOCALOID5 STANDARD」及び「VOCALOID5 PREMIUM」に標準収録されたライブラリ。 |
| Ken                     | Ken                     | VOCALOID5      | 2018年7月12日  | 日本語      | 男声 | -                                                                   | いずれも「VOCALOID5 STANDARD」及び「VOCALOID5 PREMIUM」に標準収録されたライブラリ。 |
| HARUKA                  | HARUKA                  | VOCALOID6      | 2022年10月13日 | 日本語      | 女声 | -                                                                   | いずれも「VOCALOID6 for Windows / macOS」に標準収録されたライブラリ。ASAHI以降の音源はアップデートにより無料で追加されている。 |
| AKITO                   | AKITO                   | VOCALOID6      | 2022年10月13日 | 日本語      | 男声 | -                                                                   | いずれも「VOCALOID6 for Windows / macOS」に標準収録されたライブラリ。ASAHI以降の音源はアップデートにより無料で追加されている。 |
| ALLEN                   | ALLEN                   | VOCALOID6      | 2022年10月13日 | 英語        | 男声 | -                                                                   | いずれも「VOCALOID6 for Windows / macOS」に標準収録されたライブラリ。ASAHI以降の音源はアップデートにより無料で追加されている。 |
| SARAH                   | SARAH                   | VOCALOID6      | 2022年10月13日 | 英語        | 女声 | -                                                                   | いずれも「VOCALOID6 for Windows / macOS」に標準収録されたライブラリ。ASAHI以降の音源はアップデートにより無料で追加されている。 |
| ASAHI                   | ASAHI                   | VOCALOID6      | 2023年12月25日 | 日本語      | 男声 | -                                                                   | いずれも「VOCALOID6 for Windows / macOS」に標準収録されたライブラリ。ASAHI以降の音源はアップデートにより無料で追加されている。 |
| SAKURA                  | SAKURA                  | VOCALOID6      | 2023年12月25日 | 日本語      | 女声 | -                                                                   | いずれも「VOCALOID6 for Windows / macOS」に標準収録されたライブラリ。ASAHI以降の音源はアップデートにより無料で追加されている。 |
| SHION                   | SHION                   | VOCALOID6      | 2023年12月25日 | 日本語      | 女声 | -                                                                   | いずれも「VOCALOID6 for Windows / macOS」に標準収録されたライブラリ。ASAHI以降の音源はアップデートにより無料で追加されている。 |
| TAKU                    | TAKU                    | VOCALOID6      | 2023年12月25日 | 日本語      | 男声 | -                                                                   | いずれも「VOCALOID6 for Windows / macOS」に標準収録されたライブラリ。ASAHI以降の音源はアップデートにより無料で追加されている。 |
| LUCAS                   | LUCAS                   | VOCALOID6      | 2024年2月19日  | 英語        | 男声 | -                                                                   | いずれも「VOCALOID6 for Windows / macOS」に標準収録されたライブラリ。ASAHI以降の音源はアップデートにより無料で追加されている。 |
| MICHELLE                | MICHELLE                | VOCALOID6      | 2024年2月19日  | 英語        | 女声 | -                                                                   | いずれも「VOCALOID6 for Windows / macOS」に標準収録されたライブラリ。ASAHI以降の音源はアップデートにより無料で追加されている。 |
| NAOKI                   | NAOKI                   | VOCALOID6      | 2024年10月9日  | 日本語      | 男声 | -                                                                   | いずれも「VOCALOID6 for Windows / macOS」に標準収録されたライブラリ。ASAHI以降の音源はアップデートにより無料で追加されている。 |
| YUINA                   | YUINA                   | VOCALOID6      | 2024年10月9日  | 日本語      | 女声 | -                                                                   | いずれも「VOCALOID6 for Windows / macOS」に標準収録されたライブラリ。ASAHI以降の音源はアップデートにより無料で追加されている。 |
| BRIAN                   | BRIAN                   | VOCALOID6      | 2024年12月18日 | 英語        | 男声 | -                                                                   | いずれも「VOCALOID6 for Windows / macOS」に標準収録されたライブラリ。ASAHI以降の音源はアップデートにより無料で追加されている。 |
| JESSICA                 | JESSICA                 | VOCALOID6      | 2024年12月18日 | 英語        | 女声 | -                                                                   | いずれも「VOCALOID6 for Windows / macOS」に標準収録されたライブラリ。ASAHI以降の音源はアップデートにより無料で追加されている。 |
| MATTHEW                 | MATTHEW                 | VOCALOID6      | 2024年12月18日 | 英語        | 男声 | -                                                                   | いずれも「VOCALOID6 for Windows / macOS」に標準収録されたライブラリ。ASAHI以降の音源はアップデートにより無料で追加されている。 |
| SANDRA                  | SANDRA                  | VOCALOID6      | 2024年12月18日 | 英語        | 女声 | -                                                                   | いずれも「VOCALOID6 for Windows / macOS」に標準収録されたライブラリ。ASAHI以降の音源はアップデートにより無料で追加されている。 |
| KANA                    | KANA                    | VOCALOID6      | 2025年6月11日  | 日本語      | 女声 | -                                                                   | いずれも「VOCALOID6 for Windows / macOS」に標準収録されたライブラリ。ASAHI以降の音源はアップデートにより無料で追加されている。 |
| HAYATO                  | HAYATO                  | VOCALOID6      | 2025年6月11日  | 日本語      | 男声 | -                                                                   | いずれも「VOCALOID6 for Windows / macOS」に標準収録されたライブラリ。ASAHI以降の音源はアップデートにより無料で追加されている。 |
| Po-uta                  | Po-uta                  | VOCALOID6      | 2023年3月7日   | 英語        | 男声 | ポーター・ロビンソン （歌手）                                       | Po-utaは、ボカロPで歌手のポーター・ロビンソンの声を元にしたライブラリ。 |
| 符色                    | 符色                    | VOCALOID6      | 2023年5月9日   | 日本語      | 女声 | philo （一般公募）                                                  | 符色（ふいろ）は、2022年2月にnanaで行われた「VOCALOID x nana 歌って応募！ボカロになれるオーディション」でグランプリを受賞したphiloの声を元にしたライブラリ。ハイトーンと力強いボイス、ダイナミックに変化する声色が特徴。 |
| 式狼縁                  | 式狼縁                  | VOCALOID6      | 2024年4月24日  | 日本語      | 男声 | ユウマ （UTAUP）                                                    | 式狼縁（しきろうえん）は、MUGEN所属の山形県応援キャラクターである狼獣人のキャラクター。元々はUTAU「獣音ロウ」（けものねろう）だった。変声期途中の少年声が特徴。 |
| ゲキヤクV               | ゲキヤクV               | VOCALOID6      | 2024年7月18日  | 日本語      | 女声 | くるくる数字 （UTAUP）                                              | 強気で素朴な少女ボイスが特徴のライブラリ。元々はUTAU音源であり、本製品の発売に先立ちVX-βの追加音源として「ゲキヤクβ」が2023年8月22日より配布されていた。 |
| カゼヒキV               | カゼヒキV               | VOCALOID6      | 2024年7月18日  | 日本語      | 男声 | くるくる数字 （UTAUP）                                              | 中性的なかすれたボイスが特徴のライブラリ。元々はUTAU音源であり、その名の通りくるくる数字が風邪を引いていた時期に制作された。本製品の発売に先立ちVX-βの追加音源として「カゼヒキβ」が2023年8月22日より配布されていた。 |
| ボカロのCiちゃん        | ボカロのCiちゃん        | VOCALOID6      | 2024年10月9日  | 日本語      | 女声 | キョンシーのCiちゃん （バーチャルYouTuber）                         | 個人勢バーチャルYouTuber・バーチャルシンガーのキョンシーのCiちゃんの声を元にしたライブラリ。本製品の発売に先立ちVX-βの追加音源として「Ciちゃんβ」が2023年8月22日より配布されていた。 |
| 花奏                    | 花奏                    | VOCALOID6      | 2024年11月27日 | 日本語      | 女声 | 花奏かのん （バーチャルYouTuber）                                   | 花奏（かなで）は、ななしいんく所属のバーチャルYouTuber・花奏かのんの声を元にしたライブラリ。本製品の発売に先立ちVX-βの追加音源として「花奏かのんβ」が2023年8月22日より配布されていた。 |
| 雪解                    | 雪解                    | VOCALOID6      | 2025年1月15日  | 日本語      | 女声 | 杏戸ゆげ （バーチャルYouTuber）                                     | 雪解（ゆげ）は、ななしいんく所属のバーチャルYouTuber・杏戸ゆげの声を元にしたライブラリ。本製品の発売に先立ちVX-βの追加音源として「杏戸ゆげβ」が2023年8月22日より配布されていた。 |
| 春日部つむぎ            | 春日部つむぎ            | VOCALOID6      | 2025年3月3日   | 日本語      | 女声 | 春日部つくし （バーチャルYouTuber）                                 | 埼玉県応援バーチャルYouTuber・春日部つくしの声を元にしたライブラリで、つくしの従姉妹という設定。本製品の発売に先立ちVX-βの追加音源として「春日部つむぎβ」が2023年8月22日より配布されていた。 |
| AI ナースロボ＿タイプＴ | AI ナースロボ＿タイプＴ | VOCALOID6      | 2025年7月16日  | 日本語      | 女声 | 松尾粥 （イラストレーター）                                         | 医者に作られたナース型ロボットという設定。既にUTAUやVOICEVOX、COEIROINK等で音源がリリースされていた。 |

### キューンレコード
キューンレコード（現・キューンミュージック）はソニーグループに属するレコード会社で、2010年に同社の所属歌手、ピコの声を元にした「歌手音ピコ」を発売した。自社でのVOCALOID製品の販売は「歌手音ピコ」のみであるが、所属歌手を起用した製品としては、この前年よりAHSから「SF-A2 開発コード miki」が販売されている。
| 製品       | エンジン  | 発売日        | 言語   | 性別 | 音声提供者    | 解説 |
| ---------- | --------- | ------------- | ------ | ---- | ------------- | --- |
| 歌手音ピコ | VOCALOID2 | 2010年12月8日 | 日本語 | 男声 | ピコ （歌手） | 開発コードPIKO「歌手音ピコ」（うたたねピコ）はVOCALOIDを用いて発表された楽曲のカバーをネット上で発表するという活動を経てメジャーデビューした歌手であるピコを起用した製品。広い音域と多彩な音色を売りとする。パッケージにはユキタのデザインによるイメージキャラクターのイラストが用いられている。ピコのセカンドシングル「勿忘草」との同時発売。2020年8月頃廃盤となった。 |

### SBS Artech
SBS Artechは大韓民国のテレビ・ラジオ放送局SBSの子会社で、韓国語に対応したVOCALOID3から参入した。日本国内での販売についてはヤマハが代行している。
| 製品 | エンジン  | 発売日         | 言語                   | 性別 | 音声提供者    | 解説 |
| ---- | --------- | -------------- | ---------------------- | ---- | ------------- | --- |
| SeeU | VOCALOID3 | 2011年10月21日 | 韓国語 日本語 （英語） | 女声 | ダヒ （歌手） | シユ（SeeU）はK-POPガールグループ「Glam」（発売後の2012年デビュー）のメンバー、ダヒの歌声を元にした製品。韓国語と日本語のライブラリを収録し、英語の歌詞に対応するための子音の発音も一部収録されている。低音域ではハスキー、高音域では澄んだ声が特徴とされる。パッケージにはKKUEMのデザインによるキャラクターのイラストが用いられている。日本では2011年12月16日に発売された。2013年3月1日頃に、日本国内での販売が終了した。 |

### Voctro Labs
Voctro LabsはVOCALOIDの基礎研究でヤマハとの共同研究を行っているスペインのポンペウ・ファブラ大学からのスピンオフで、2011年に設立された。スペイン語に対応したVOCALOID3からの参入である。
| 製品  | エンジン  | 発売日         | 言語              | 性別 | 音声提供者 | 解説 |
| ----- | --------- | -------------- | ----------------- | ---- | ---------- | --- |
| BRUNO | VOCALOID3 | 2011年12月23日 | スペイン語        | 男声 | -          | スペイン語に対応した初めての男性音源としてCLARAとともに発売された。マイルドな声質とされ、巻き舌などのニュアンスも再現できる。男性のキャラクターのイメージイラストが用意されている。2024年12月頃廃版となった。                                          |
| CLARA | VOCALOID3 | 2011年12月23日 | スペイン語        | 女声 | -          | スペイン語に対応した初めての女声音源としてBRUNOとともに発売された。声質は「低めのグラマラス」とされ、歯擦音などのニュアンスも再現できる。女性のキャラクターのイメージイラストが用意されている。2024年12月頃廃版となった。                              |
| MAIKA | VOCALOID3 | 2013年12月18日 | スペイン語 （他） | 女声 | -          | パワフルかつ女性的な声質で、スペイン語の音源であるが、他の言語に対応するための音素の追加が行われており、デモソングはポルトガル語、イタリア語、カタロニア語、英語、日本語のものが公開されている。女性のキャラクターのイメージイラストが用意されている。 |

### 1st PLACE
1st PLACEは日本の音楽プロダクションで、VOCALOID3から参入。VOCALOID製品の販売だけでなく、「IA PROJECT」として、IAを用いて活動する音楽家のマネジメントや、VOCALOIDのIAをアーティストとして売り出す活動なども行っている。
| 製品     | 製品          | エンジン  | 発売日        | 言語   | 性別 | 音声提供者   | 解説 |
| -------- | ------------- | --------- | ------------- | ------ | ---- | ------------ | --- |
|          | IA            | VOCALOID3 | 2012年1月27日 | 日本語 | 女声 | Lia （歌手） | IA -ARIA ON THE PLANETES-（イア・アリア・オン・ザ・プラネテス）は1st PLACE所属歌手のLiaの声を元にした製品で、透明感のある声が特徴とされる。キャラクターのデザインは赤坂アカが手がけた。2014年6月27日には、『IA ROCKS』が発売された。2025年には、VOCALOID6に対応した新音源の発売が発表された。 |
| IA ROCKS | 2014年6月27日 | VOCALOID3 |               | 日本語 | 女声 | Lia （歌手） | IA -ARIA ON THE PLANETES-（イア・アリア・オン・ザ・プラネテス）は1st PLACE所属歌手のLiaの声を元にした製品で、透明感のある声が特徴とされる。キャラクターのデザインは赤坂アカが手がけた。2014年6月27日には、『IA ROCKS』が発売された。2025年には、VOCALOID6に対応した新音源の発売が発表された。 |
|          | VOCALOID6     | 未定      |               | 日本語 | 女声 | Lia （歌手） | IA -ARIA ON THE PLANETES-（イア・アリア・オン・ザ・プラネテス）は1st PLACE所属歌手のLiaの声を元にした製品で、透明感のある声が特徴とされる。キャラクターのデザインは赤坂アカが手がけた。2014年6月27日には、『IA ROCKS』が発売された。2025年には、VOCALOID6に対応した新音源の発売が発表された。 |

### 上海禾念信息科技有限公司
上海禾念信息科技有限公司は、日本でVOCALOID関連製品の公式販売サイト「VOCALOID STORE」を運営していたビープラッツの、中国における販売会社として、2011年より「VOCALOID CHINA」の名称で中国でのVOCALOID関連事業を行った。2012年に自社のVOCALOID製品の販売を開始した。中国語に対応したVOCALOID3からの参入である。
2014年1月に「VOCALOID CHINA」の活動は停止し、かわりに上海禾念が「VOCANESE」の名称で販売することになった。2015年には再び「Vsinger」に名称を変更した。
| 製品      | 製品      | エンジン       | 発売日        | 言語   | 性別 | 音声提供者                                  | 解説 |
| --------- | --------- | -------------- | ------------- | ------ | ---- | ------------------------------------------- | --- |
|           | 洛天依    | VOCALOID3      | 2012年7月12日 | 中国語 | 女声 | 山新 （声優・中国語） 鹿乃 （歌手・日本語） | 洛天依（ルオ・テンイ）は、中国語に対応した初めての製品である。異世界から来た精霊という設定で、キャラクターのデザインは一般公募で選ばれたものの内、最優秀賞であった「雅音宮羽」をideoloがリファインした。2017年12月30日には、VOCALOID4に対応した新音源が発売された。2018年5月21日には、日本語に対応した新音源が発売された。日本では2018年12月10日に発売された。2023年2月13日には、VOCALOID5に対応した新音源が発売された。 |
| 洛天依 V4 | VOCALOID4 | 2017年12月30日 |               | 中国語 | 女声 | 山新 （声優・中国語） 鹿乃 （歌手・日本語） | 洛天依（ルオ・テンイ）は、中国語に対応した初めての製品である。異世界から来た精霊という設定で、キャラクターのデザインは一般公募で選ばれたものの内、最優秀賞であった「雅音宮羽」をideoloがリファインした。2017年12月30日には、VOCALOID4に対応した新音源が発売された。2018年5月21日には、日本語に対応した新音源が発売された。日本では2018年12月10日に発売された。2023年2月13日には、VOCALOID5に対応した新音源が発売された。 |
| 洛天依 V4 | VOCALOID4 | 2018年5月21日  | 日本語        |        | 女声 | 山新 （声優・中国語） 鹿乃 （歌手・日本語） | 洛天依（ルオ・テンイ）は、中国語に対応した初めての製品である。異世界から来た精霊という設定で、キャラクターのデザインは一般公募で選ばれたものの内、最優秀賞であった「雅音宮羽」をideoloがリファインした。2017年12月30日には、VOCALOID4に対応した新音源が発売された。2018年5月21日には、日本語に対応した新音源が発売された。日本では2018年12月10日に発売された。2023年2月13日には、VOCALOID5に対応した新音源が発売された。 |
| 洛天依 V5 | VOCALOID5 | 2023年2月13日  | 中国語        |        | 女声 | 山新 （声優・中国語） 鹿乃 （歌手・日本語） | 洛天依（ルオ・テンイ）は、中国語に対応した初めての製品である。異世界から来た精霊という設定で、キャラクターのデザインは一般公募で選ばれたものの内、最優秀賞であった「雅音宮羽」をideoloがリファインした。2017年12月30日には、VOCALOID4に対応した新音源が発売された。2018年5月21日には、日本語に対応した新音源が発売された。日本では2018年12月10日に発売された。2023年2月13日には、VOCALOID5に対応した新音源が発売された。 |
|           | 言和      | VOCALOID3      | 2013年7月11日 | 中国語 | 女声 | 劉セイラ （声優）                           | 言和（イェンフー）は、少年風にも聞こえる中性的な声質の女声音源である。キャラクターのデザインは一般公募で選ばれたMQの『言和』イラストが使用されている。2023年2月13日には、VOCALOID5に対応した新音源が発売された。 |
| 言和 V5   | VOCALOID5 | 2023年2月13日  |               | 中国語 | 女声 | 劉セイラ （声優）                           | 言和（イェンフー）は、少年風にも聞こえる中性的な声質の女声音源である。キャラクターのデザインは一般公募で選ばれたMQの『言和』イラストが使用されている。2023年2月13日には、VOCALOID5に対応した新音源が発売された。 |
|           | 楽正綾    | VOCALOID3      | 2015年7月17日 | 中国語 | 女声 | 祈Inory （歌手）                            | 楽正綾（ユエジェン・リン）は、洛天依と同じ一般公募で入選を果たした「綾彩音」をリファインしたVOCALOID。音楽関連企業「楽正グループ」の令嬢である元気で活発な16歳の女子高生という設定。2023年2月13日には、VOCALOID5に対応した新音源が発売された。 |
| 楽正綾 V5 | VOCALOID5 | 2023年2月13日  |               | 中国語 | 女声 | 祈Inory （歌手）                            | 楽正綾（ユエジェン・リン）は、洛天依と同じ一般公募で入選を果たした「綾彩音」をリファインしたVOCALOID。音楽関連企業「楽正グループ」の令嬢である元気で活発な16歳の女子高生という設定。2023年2月13日には、VOCALOID5に対応した新音源が発売された。 |
| 星塵      | 星塵      | VOCALOID4      | 2016年4月13日 | 中国語 | 女声 | 茶理理 （歌手）                             | 星塵（シンチェン）は、VOCALOID4としては初めての中国語用音源である。元々は同人音楽のプロジェクトである「平行四界Quadimension」のマスコットキャラクター「平行四界子 Quadimensionko」であったが、VOCALOID化するにあたりキャラクターデザインがideoloによりリファインされた。平行四界のボーカルシリーズ「五維介質（MEDIUM5）」のキャラクターの一人で、エーテルを司る三女にあたる。現在は販売を終了している。                  |
| 楽正龍牙  | 楽正龍牙  | VOCALOID4      | 2017年5月10日 | 中国語 | 男声 | 張傑 （声優）                               | 楽正龍牙（ユエジェン・ロンヤ）は、中国語VOCALOIDとしては初の男声製品である。「淳（Normal）」と「雅（Soft）」の2種類のライブラリが搭載されている。キャラクターデザインは洛天依・楽正綾と同じ一般公募で入選を果たした「牙音」をリファインしており、音楽関連企業「楽正グループ」の次期社長にして楽正绫の兄という設定。日本では2018年12月10日に発売された。                                                                  |
| 徵羽摩柯  | 徵羽摩柯  | VOCALOID4      | 2018年8月2日  | 中国語 | 男声 | 蘇尚卿 （声優）                             | 徵羽摩柯（ジユ・モカ）は、洛天依・楽正綾・楽正龍牙と同じ一般公募で入選を果たした「MOKO」をリファインした、IQ168の天才オタク少年という設定のVOCALOIDである。日本では2018年12月10日に発売された。 |
| 墨清弦    | 墨清弦    | VOCALOID4      | 2018年8月2日  | 中国語 | 女声 | 冥月 （歌手）                               | 墨清弦（モー・チンシエン）は、古典と詩が好きで中国の伝統楽器も弾くことができる17歳の女子高生という設定のVOCALOIDである。キャラクターデザインは、当初は洛天依・楽正綾・楽正龍牙・徵羽摩柯と同じ一般公募で入選を果たした作品をリファインする予定だったが、盗作が発覚したため入選は取り消しに。新たにideoloによって書き下ろされた。日本では2018年12月10日に発売された。                                                     |

### EXIT TUNES
EXIT TUNESはポニーキャニオン系列のレコード会社。VOCALOID音源の発売は2012年からであるが、レコード会社としてこれ以前より、2010年にオリコンランキングで一位を獲得した『EXIT TUNES PRESENTS Vocalogenesis feat.初音ミク』（EXIT TUNESボカロコンピシリーズ）をはじめ、VOCALOID関連のCDを多数発売している。
| 製品 | エンジン  | 発売日        | 言語   | 性別 | 音声提供者          | 解説 |
| ---- | --------- | ------------- | ------ | ---- | ------------------- | --- |
| MAYU | VOCALOID3 | 2012年12月5日 | 日本語 | 女声 | 森永真由美 （歌手） | MAYU（マユ）は、声質としてはかわいい声が特徴とされる。キャラクターのイラストは左が担当した。発売元社長の嗜好と、差別化のためということから、ゴシックロリータな「ヤンデレ中学生」という個性的なキャラクター付けがされている。 |

### マクネナナプロジェクト
マクネナナプロジェクトは「マクネナナ」を開発・発売するために立ち上げられたプロジェクト。ソフトウェアの販売はAHSが行っている。
| 製品                  | 製品       | エンジン       | 発売日        | 言語   | 性別 | 音声提供者        | 解説 |
| --------------------- | ---------- | -------------- | ------------- | ------ | ---- | ----------------- | --- |
|                       | マクネナナ | VOCALOID3      | 2014年1月31日 | 日本語 | 女声 | 池澤春菜 （声優） | 池澤春菜がマイナビ発行の雑誌『MacFan』誌上で連載している「天声姫語」において、「MacにもVOCALOIDが欲しい」という池澤の希望を掲げて開始したプロジェクト「Mac音ナナ」が発祥となっており、この時点ではAIFF形式の音声素材集として発売されていたが、VOCALOID3で正式にMacOS対応となった事を受けて、改めてVOCALOID3のライブラリとして作成され、名称も現在の物となった。キャラクターイメージはあかつきごもくが手がけている。日本語・英語それぞれのバージョンと両言語をセットにしたバンドル版の3製品が発売。2016年12月15日には、VOCALOID4に対応した3種類の新音源が発売された。 |
| マクネナナ ナチュラル | VOCALOID4  | 2016年12月15日 |               | 日本語 | 女声 | 池澤春菜 （声優） | 池澤春菜がマイナビ発行の雑誌『MacFan』誌上で連載している「天声姫語」において、「MacにもVOCALOIDが欲しい」という池澤の希望を掲げて開始したプロジェクト「Mac音ナナ」が発祥となっており、この時点ではAIFF形式の音声素材集として発売されていたが、VOCALOID3で正式にMacOS対応となった事を受けて、改めてVOCALOID3のライブラリとして作成され、名称も現在の物となった。キャラクターイメージはあかつきごもくが手がけている。日本語・英語それぞれのバージョンと両言語をセットにしたバンドル版の3製品が発売。2016年12月15日には、VOCALOID4に対応した3種類の新音源が発売された。 |
| マクネナナ プチ       | VOCALOID4  | 2016年12月15日 |               | 日本語 | 女声 | 池澤春菜 （声優） | 池澤春菜がマイナビ発行の雑誌『MacFan』誌上で連載している「天声姫語」において、「MacにもVOCALOIDが欲しい」という池澤の希望を掲げて開始したプロジェクト「Mac音ナナ」が発祥となっており、この時点ではAIFF形式の音声素材集として発売されていたが、VOCALOID3で正式にMacOS対応となった事を受けて、改めてVOCALOID3のライブラリとして作成され、名称も現在の物となった。キャラクターイメージはあかつきごもくが手がけている。日本語・英語それぞれのバージョンと両言語をセットにしたバンドル版の3製品が発売。2016年12月15日には、VOCALOID4に対応した3種類の新音源が発売された。 |
| マクネナナ English    | VOCALOID3  | 2014年1月31日  | 英語          |        | 女声 | 池澤春菜 （声優） | 池澤春菜がマイナビ発行の雑誌『MacFan』誌上で連載している「天声姫語」において、「MacにもVOCALOIDが欲しい」という池澤の希望を掲げて開始したプロジェクト「Mac音ナナ」が発祥となっており、この時点ではAIFF形式の音声素材集として発売されていたが、VOCALOID3で正式にMacOS対応となった事を受けて、改めてVOCALOID3のライブラリとして作成され、名称も現在の物となった。キャラクターイメージはあかつきごもくが手がけている。日本語・英語それぞれのバージョンと両言語をセットにしたバンドル版の3製品が発売。2016年12月15日には、VOCALOID4に対応した3種類の新音源が発売された。 |
| マクネナナ English    | VOCALOID4  | 2016年12月15日 | 英語          |        | 女声 | 池澤春菜 （声優） | 池澤春菜がマイナビ発行の雑誌『MacFan』誌上で連載している「天声姫語」において、「MacにもVOCALOIDが欲しい」という池澤の希望を掲げて開始したプロジェクト「Mac音ナナ」が発祥となっており、この時点ではAIFF形式の音声素材集として発売されていたが、VOCALOID3で正式にMacOS対応となった事を受けて、改めてVOCALOID3のライブラリとして作成され、名称も現在の物となった。キャラクターイメージはあかつきごもくが手がけている。日本語・英語それぞれのバージョンと両言語をセットにしたバンドル版の3製品が発売。2016年12月15日には、VOCALOID4に対応した3種類の新音源が発売された。 |

### ガイノイド（Gynoid）
| 製品             | 製品             | エンジン      | 発売日        | 言語          | 性別 | 音声提供者            | 解説 |
| ---------------- | ---------------- | ------------- | ------------- | ------------- | ---- | --------------------- | --- |
|                  | v flower         | VOCALOID3     | 2014年5月9日  | 日本語        | 女声 | -                     | v flower（ブイフラワ）はロックへの特化をコンセプトに開発された音源で、キレのある力強い歌声が特徴とされる。製品のキャラクターのデザインは、クリエイターユニット「HoneyWorks」のサポートメンバー「ろこる」によるもので、そのデザイン案をもとに同ユニットのイラストレーター「ヤマコ」がパッケージイラストを描いている。キャラクター名は「flower」。製品名にはVOCALOIDの中で「花のように咲き誇れ」という願いが込められているという。2015年7月16日にはVOCALOID4に対応した新音源が発売された。 |
| v4 flower        | VOCALOID4        | 2015年7月16日 |               | 日本語        | 女声 | -                     | v flower（ブイフラワ）はロックへの特化をコンセプトに開発された音源で、キレのある力強い歌声が特徴とされる。製品のキャラクターのデザインは、クリエイターユニット「HoneyWorks」のサポートメンバー「ろこる」によるもので、そのデザイン案をもとに同ユニットのイラストレーター「ヤマコ」がパッケージイラストを描いている。キャラクター名は「flower」。製品名にはVOCALOIDの中で「花のように咲き誇れ」という願いが込められているという。2015年7月16日にはVOCALOID4に対応した新音源が発売された。 |
| 心華             | 心華             | VOCALOID3     | 2015年2月10日 | 中国語        | 女声 | 王文儀                | 心華（シンファ）は、初の台湾製のVOCALOIDである。発売元は華創文化有限公司。キャラクターデザインはVOFANが担当。日本では2015年4月24日に発売された。2017年9月22日には、VOCALOID4に対応した2言語による新音源が発売された。 |
| 心華             | 心華             | VOCALOID4     | 2017年9月22日 | 中国語 日本語 | 女声 | 王文儀                | 心華（シンファ）は、初の台湾製のVOCALOIDである。発売元は華創文化有限公司。キャラクターデザインはVOFANが担当。日本では2015年4月24日に発売された。2017年9月22日には、VOCALOID4に対応した2言語による新音源が発売された。 |
| 鳴花ヒメ・ミコト | 鳴花ヒメ・ミコト | VOCALOID5     | 2019年3月30日 | 日本語        | 女声 | 小岩井ことり （声優） | 梅の精霊という設定の2人組のVOCALOIDで、「底抜けに明るく、且つ優しい声で歌う」鳴花ヒメ（めいかヒメ）と、「クールで力強く、キレのある歌声」の鳴花ミコト（めいかミコト）の2種類のボイスバンクを収録している。デモソングを音声提供者の小岩井自身が手掛けている。キャラクターデザインは△〇□×（みわしいば）が担当。ガイノイドTalk版と同日発売。 |

### ウィーヴ
ウィーヴはアニメーション作品の企画、製作や、出版、キャラクター商品のライセンス管理などを行っている企業で、2014年9月より雑誌『ボカロPになりたい!』に付属させる形で「Rana」の提供を行っている。
| 製品    | 製品      | エンジン      | 発売日       | 言語   | 性別 | 音声提供者        | 解説 |
| ------- | --------- | ------------- | ------------ | ------ | ---- | ----------------- | --- |
|         | Rana      | VOCALOID3     | 2014年9月9日 | 日本語 | 女声 | 加隈亜衣 （声優） | Rana（らな）は、ウィーヴとヤマハの共同開発によるライブラリで、広い音域とハッキリとした発音が特徴とされる。キャラクターのイラストは神藤かみちが担当した。2014年9月9日に創刊された隔週刊の雑誌『ボカロPになりたい!』に付属して使用期間を限定して提供され、2〜5号おきに提供される更新用のシリアルナンバーで使用期間を延長、全30号の刊行後には各号に付属する応募券を郵送すると永久シリアルナンバーが手に入る予定となっている。2015年12月1日にはVOCALOID4に対応した新音源がヤマハから一般発売された。 |
| Rana V4 | VOCALOID4 | 2015年12月1日 |              | 日本語 | 女声 | 加隈亜衣 （声優） | Rana（らな）は、ウィーヴとヤマハの共同開発によるライブラリで、広い音域とハッキリとした発音が特徴とされる。キャラクターのイラストは神藤かみちが担当した。2014年9月9日に創刊された隔週刊の雑誌『ボカロPになりたい!』に付属して使用期間を限定して提供され、2〜5号おきに提供される更新用のシリアルナンバーで使用期間を延長、全30号の刊行後には各号に付属する応募券を郵送すると永久シリアルナンバーが手に入る予定となっている。2015年12月1日にはVOCALOID4に対応した新音源がヤマハから一般発売された。 |

### ST MEDiA
| 製品 | エンジン  | 発売日        | 言語   | 性別 | 音声提供者   | 解説                                 |
| ---- | --------- | ------------- | ------ | ---- | ------------ | ------------------------------------ |
| UNI  | VOCALOID4 | 2017年2月14日 | 韓国語 | 女声 | Lee Jung-eun | 日本では2018年12月10日に発売された。 |

### アカツキ・ヴァーチャルアーティスツ
| 製品 | エンジン  | 発売日        | 言語   | 性別 | 音声提供者          | 解説 |
| ---- | --------- | ------------- | ------ | ---- | ------------------- | --- |
| LUMi | VOCALOID4 | 2017年8月30日 | 日本語 | 女声 | 大原さやか （声優） | 鎌倉の海底世界からやってきたベニクラゲの巫女という設定のVOCALOIDで、「幻想的なイメージを持ちながら、人間の声のニュアンスも表現している」のが特徴。キャラクターデザインは深山フギンが手掛けた。本発売に先立ち、8月14日に初回限定版がアカツキ・ヴァーチャルアーティスツ本社前で販売開始された。 |

## 一般販売されていない音源
VOCALOIDの歌手ライブラリには、パソコン向けパッケージとして一般向けに提供されていないもの、商品化が未定のものも存在する。ヤマハによるVOCALOID開発の際には歌手のみならず開発者自身の声をサンプリングするなどといったことも行われており、当時のヤマハの専務の声をサンプリングした音源なども作られているという。こうした商品化されていないライブラリの中には、企業のキャンペーンになどに使用されているものもあるという。また、ビープラッツが販売したVY1のような元々はヤマハ社内で研究開発目的で作られたライブラリが、後にパソコン向けパッケージとして商品化された例もある。ライセンス先においても製品化に至らなかったライブラリや、イベントでのデモ用に即席でライブラリが作られたケースがある。以下は明らかな形で使用はされてはいるものの、パソコン向けの製品として一般販売はされていない音源である。
CV-4Cβ
「CEATEC JAPAN 2009」などのイベントで行われた産業技術総合研究所開発の女性型ヒューマノイドロボット「HRP-4C未夢（ミーム）」のデモンストレーションで、「HRP-4C」の声に声優の中村繪里子の声をサンプリングして作られたライブラリ「CV-4Cβ」が使用されている。このライブラリは元々クリプトン・フューチャー・メディアのキャラクター・ボーカル・シリーズ（CVシリーズ）として試作されていたものであるが2010年10月現在、CVシリーズのパッケージ製品としての発売は予定されていない。なお、「CV-4Cβ」という名前は「HRP-4C」からつけられたものである。
『メタルギアソリッド ピースウォーカー』（AIを積んだ巨大兵器の声など）
2010年4月29日にコナミより発売されたゲームソフト『メタルギアソリッド ピースウォーカー』のために、女優の菊地由美の声をサンプリングしたオリジナルのライブラリが作成された。日本国外向けの製品のために英語版のライブラリも用意されている。作中に登場するAIを積んだ巨大兵器の声にVOCALOID-flexを使って作成された声が使用され、また後述のNetVOCALOIDを使ったサービスも行われている。
あきこロイドちゃん
コンビニチェーンローソンのキャラクター「ローソンクルーあきこちゃん」を元にした、ヤマハとの共同開発のキャラクター「あきこロイドちゃん」のライブラリが作成されている。ライブラリの音声は、あきこちゃんの声を担当している有本の声を元に製作されている。「あきこロイドちゃん」は、2011年8月30日に開設されたニコニコ動画の公式チャンネル「ローソンチャンネル」のナビゲーターとして登場し、2011年9月13日からローソンで行われた、VOCALOIDの限定オリジナルグッズや楽曲などが抽選で当たる「ボーカローソンキャンペーン」に合わせ、「あきこロイドちゃん」の歌声を用いた楽曲が公開された。「あきこロイドちゃん」は「あきこちゃん」の兄が作ったアンドロイドという設定となっている。
galaco（ギャラ子）
galaco（ギャラ子）は、音楽ユニットgalaxias!のイメージキャラクターである。ギャラ子のVOCALOIDは、ヤマハが主体となってスターダスト音楽出版とともに企画し、ライブラリはインターネットにより制作された。ニコニコ動画で2011年11月15日から2012年6月30日にかけて開催されていた「VOCALOID3発売記念楽曲コンテスト」で、応募作品の再生数が1000回を超えた投稿者への賞品として配布されている。なお、2014年8月に、本ライブラリを改良した製品版の「ギャラ子」がヤマハから発売されている。
植木ロイド
2011年に過去の人の歌声を再現するデモンストレーションとして発表された、植木等（2007年没）の声を再現したライブラリ。2012年6月に、植木ロイドの歌声を使ったCDが同年夏に発売される予定と発表されていたが、2015年現在、いまだに発売されていない。
hide未発表曲のボーカルパート再現
2014年12月10日発売のシンガーソングライターhideの生誕50周年記念アルバム『子 ギャル』に収録される未発表曲「子 ギャル」の制作に際し、ユニバーサルミュージックから依頼を受けて、ヤマハがVOCALOIDの技術を用いてボーカルパートの再現を行った。
リング・スズネ
「みんなのボカロ計画」及びそれを引き継いだ「VOCALOID NEXT」によって開発が進められ、2012年ゴールデンウィーク頃をめどに発売する予定だったが、結局開発中止になってしまった。ライブラリにはDaisy×DaisyのMiKAを予定しており、デモソングも公開されていた。また、同時並行で「ヒビキ・ルイ」の開発も進められ、2012年春頃に音声提供者を募集する予定だったが、結局募集は開始されず、こちらも開発中止となった。
COCOROBO
ロボット掃除機「COCOROBO」の会話機能「ココロエンジン」にVOCALOIDの技術を使い、ボカロキャラクターの声でCOCOROBOと対話できるだけでなく、クラウド経由で取得したボカロ楽曲や好みの曲をCOCOROBOで再生しながら掃除する新機能が追加された。新たに開発された「COCORO MUSIC A.I.エンジン」により、ユーザーの気分や状態を音声会話の内容から把握して、おすすめの曲を選曲したり、歌や音楽の再生後に感想を学習するなどで、ユーザー好みにCOCOROBOが進化するという。また、音声対話のために無線LANでクラウド経由で情報を取得しており、将来的にはユーザーの気分を音声対話から類推し、おすすめの曲をクラウド経由で選曲、提案したり、楽曲再生後のユーザーの評価や感想を学習し、ユーザー好みに進化することを目指す。ライブラリには公式キャラクター「ココロボちゃん」の声を担当した声優木戸衣吹の声が使われている。
楚楚・悦成
上海望乘信息科技有限公司が発表したライブラリ。本来は企業向けのライブラリであり一般販売はされていないが、運営元と契約を結べば個人でも使用可能。
美空ひばりAI
2019年9月29日放送のNHKスペシャル「AIでよみがえる美空ひばり」における新曲「あれから」の制作に際し、ヤマハがVOCALOIDと人工知能の複合技術「VOCALOID:AI」を用いてボーカルパートの再現を行った。
コミュニケーションロボット Charlie
ヤマハが新たに開発した、人との会話をメロディに乗せて歌いながら行うロボット。2021年5月13日に発売された。この音声技術にVOCALOID及び自動作曲技術などを応用して用いている。

## VOCALOID-flex
VOCALOID-flex（ヴォーカロイド フレックス）は2010年2月に企業向けの提供が発表された、話し言葉の表現にも対応したバージョン。音符の入力を元にしてピッチの変化などを作るのではなく手動で直接ピッチの変化や音素の長さを入力し、それによって話し言葉、特にテキスト入力による音声合成とは異なる細かな抑揚の表現なども可能にしている。音声のライブラリについてはパソコン向けのバージョンと同じものが使用できる。用途は動画コンテンツのアフレコへの利用の他、ロボット、キャラクター玩具、工場現場や緊急時などのアラート音声といったものへの利用が考えられている。2010年10月にはアプリケーションの開発コンテスト「Mashup Awards 6」にあわせ、VOCALOID-flexをWebサービスとして使用するためのAPIである「NetVOCALOID-flex API」が期間限定で開発者向けに無償で公開され、同技術を使用したアプリケーションの一般公募も行われている。音声の制作にVOCALOID-flexを使用した一般市場向けの製品としては、2010年4月に発売されたゲームソフト『メタルギアソリッド ピースウォーカー』における、ゲーム中の音声の例がある。一般ユーザーへの音声合成のサービス提供については、インターネットがガチャピンの声質でしゃべり声を作成できるサービス「V-Talk」を2010年10月18日に開始している。

## VOCALOID-board
VOCALOID-board（ヴォーカロイドボード）は2010年10月に発表された、パソコン向けのVOCALOIDソフトウェアとほぼ同等の機能を備えた組み込み用のハードウェア。さまざまな電子機器に組み込むことで、パソコン上でのみ機能した従来のソフトウェアよりも利用範囲を広げることを狙った。VOCALOID MIDIデータにより歌声を合成する「Playbackモード」、あらかじめ歌詞を入力しておき、MIDIキーボードなどのノートメッセージにより歌声を合成する「Realtimeモード」、VOCALOIDーflexと同等に動作する「VoiceSynthモード」の3つのモードを備える。介護・エンターテインメント用ロボットやキャラクター玩具、カラオケ機器、電子楽器などへの応用が想定されている。企業向けで一般ユーザー向けの提供は予定されていない。

### VOCALOIDキーボード
2012年3月に開かれた「インタラクション2012」にて、子音・母音を入力する文字キーで歌詞を、ピアノ鍵盤で音階を入力して、リアルタイムで歌唱が制作できるVOCALOID-boardを使用した試作品「VOCALOID キーボード」が発表されている。2015年のニコニコ超会議では歌詞をあらかじめプリセットしておくことで演奏に専念することが可能になった改良版「VOCALOID キーボード」が公開された。そして2017年12月9日、「VKB-100」の製品名でVOCALOIDキーボードが発売された。歌声ライブラリを切り替えてさまざまなライブラリが利用可能になり、スマートフォンやタブレット向けに配信されるアプリとBluetooth接続することでライブラリを追加したり、歌詞を入力することができるようになった。初期収録はVY1で、最大4種類のライブラリ（初音ミク・Megpoid・IA・結月ゆかり）を追加できる。その内最初の1つは無償で追加することができる。

## VOCALOIDNET（ボカロネット）
「ボカロネット」とは、2014年8月4日に開始されたVOCALOIDでの楽曲制作をさまざまな機能で支援する会員制クラウドコンピューティングサービス。主に以下のサービスが提供されていた。
- ボカロデューサー - VOCALOIDの製品やDAWを持っていなくても、ブラウザ上でVOCALOIDによる楽曲制作が可能となる。
- ボカロストレージ - ボカロデューサーで作られた楽曲をクラウド上に保存できる。
- アプリケーションとの連携 - VOCALOID3 Editor、VOCALOID Editor for Cubase、iVOCALOIDからボカロストレージにファイルを直接アップロード、ダウンロードすることが可能になった。この機能により、ボカロデューサーで作成したファイルをボカロネット対応アプリケーションで編集して、ボカロストレージにアップロードして保存が出来るようになった。

2016年9月27日にサービスが終了した。

## iOS
iOS上で動作するVOCALOIDを用いた製品については2010年12月から提供されている。ヤマハが自社で開発した音楽製作ソフトやゲームソフトを発売しているほか、外部企業向けに仕様をまとめソフトウェア開発キット（SDK）『iVOCALOID SDK』も提供しており、2013年7月に『iVOCALOID SDK』を利用した製品の第一弾としてセガが『うた詠み575』を発売している。
iVOCALOID VY1
iVOCALOID VY2
iVOCALOID 蒼姫ラピス
パソコン用のソフトウェアと同様のピアノロール式のインターフェイスを採用した音楽製作アプリ。当時発売されていたVOCALOID製品になかった単体での伴奏の同時再生機能も搭載している。制作した楽曲のデータをメールに送信する機能を備えており、パソコンでの本格的な楽曲制作との連携が可能となっている。当初iPad向けのアプリケーションとして発売されたが、2011年9月のアップデートでiPhoneおよびiPod touchにも対応した。VY1の音声を使用した「iVOCALOID VY1」が2010年12月に、VY2の音声を使用した「iVOCALOID VY2」が2011年9月に、蒼姫ラピスの音声を使用した「iVOCALOID 蒼姫ラピス」が2012年11月に発売されている。
VocaloWitter
VocaloWitter 蒼姫ラピス
iPhoneおよびiPod touch向けのアプリケーションで、ピッチカーブを描く方法による入力を採用し、直感的かつ手軽な音声合成を可能としている。2010年12月にVY1の音声を使用した「iVOCALOID VY1t」が発売され、2011年に現在の「VocaloWitter」（ボカロウィッター）に名称が変更された。2012年11月には蒼姫ラピスの音声を使用した「VocaloWitter 蒼姫ラピス」が発売された。
うた詠み575
セガが2013年7月に配信を開始したアプリで、五・七・五形式で言葉を入力することで正岡小豆と小林抹茶のライブラリの音声で俳句をよませることができる。『iVOCALOID SDK』を利用した製品の第一弾。
ボカロダマ
2013年9月に配信を開始したヤマハ自社開発のゲームアプリ。ゲーム画面を流れる歌詞の一文字ずつが書かれた玉（ボカロダマ）を左右にスライドして、音階の割り当てられたパイプに重ねることで歌を歌わせることができ、ボカロダマを同じ色のパイプに重ねることで、収録曲の正しい音程で歌わせることを目指す。音声はVY1を使用している。
VOCALOID first
2013年11月に配信を開始した、音楽製作アプリ。「iVOCALOID VY1」をはじめとする『iVOCALOID』シリーズがパソコン向けの製品に準じた本格的な音楽製作のスタイルに対応しているのに対し、本アプリは予め用意されたメロディー素材を組み合わせ、歌詞を入力することで音楽制作の経験が無くともVOCALOIDを用いた楽曲を制作できるようになっている。VY1の音声を使用している。

## ニンテンドー3DS
ニンテンドー3DS上で動作するVOCALOIDを使用した製品は2013年11月より提供されている。
大合奏!バンドブラザーズP
2013年11月14日に任天堂から発売された音楽ゲームソフトで、「アーチスト」というアバターに歌わせるための歌声合成エンジンとしてVOCALOIDの技術が用いられている。ゲームに用意されている楽曲だけでなく、オリジナルの楽曲を作曲し、歌わせることも可能。「アーチスト」はプレイヤーの顔写真と音声を元に作成することができ、音声にはプレイヤーの声の特徴が反映される。

## NetVOCALOID
NetVOCALOIDは、サーバ上にVOCALOIDを実装し歌声合成機能をネットワークを介して事業者向けに提供するSaaS型のサービス。一般ユーザー向けのサービスはヤマハ自体ではなく提供を受けた事業者が行い、入力内容は事業者によってNetVOCALOIDサーバへ送られ歌声の合成が行われる。インターネットにつながっている機器であればVOCALOIDの機能を提供出来、スペックの低いパソコンや携帯電話やゲーム機といった機器からVOCALOIDを利用するサービス、インターネット上のアバターに歌を歌わせる、ロボットへの応用、広告への利用といった展開も可能とされる。
NetVOCALOIDを活用したサービスは、2009年4月9日にインターネット社の「ケータイがくっぽいど」、クリプトン・フューチャー・メディアの「ミクと歌おう♪」が開始されておりそれぞれ携帯電話を通じて「がくっぽいど」、「初音ミク」の歌声を利用できる。また、携帯電話向けのサービスでは、KDDIの携帯電話ブランド「iida」の2009年から開始した期間限定のユーザー参加型キャンペーン「iida calling」のver.2、ver.3、ver.3.1でもNetVOCALOIDによる合成音声が利用されている（パソコンからの利用も可能）。上記のいずれのサービスも携帯電話から歌詞をテキスト入力するとあらかじめ用意された楽曲に合わせた合成音声が生成されて曲が完成し、これを着うたなどに利用できるものとなっている。また、2010年4月に発売されたゲームソフト『メタルギアソリッド ピースウォーカー』では、NetVOCALOIDを使用し、プレーヤーが自ら作成した歌を歌わせる機能が搭載され。NetVOCALOIDのサーバは本ゲーム専用のサーバシステム内に設置され、プレイヤーの編集に合わせて各ゲーム機端末へデータがダウンロードされるようになっていた。なお、これら以外にも、NetVOCALOIDの技術を使用していることを前面に出さずに展開されているサービスがいくつも存在するという。

## VocaListener
VocaListener（ボーカリスナー）は産業技術総合研究所が発表した、歌声を入力に用いてVOCALOIDのパラメーターを設定し合成歌唱を作り出すことのできるシステム。略称は「ぼかりす」。2008年5月28日に第75回音楽情報科学研究会で発表された。なお、発表に先立って同年4月28日に、動画投稿サイトニコニコ動画にてVocaListenerを用いて作成された歌声が公開され、その人間が歌っているかのような自然な歌声で話題を呼んでいる。VocaListenerは、入力された歌唱からパラメーターを推定し、更に合成歌唱と元の歌唱とを比較しながらパラメータの再調整を繰り返すことで歌手ライブラリごとの特性などによらず元の歌唱の歌い回しを真似た合成歌唱を得ることができる。元となる歌唱の音高や歌唱スタイルを調整する機能も備えており、ユーザーの歌唱力が低い場合やユーザが歌唱できない表現にも対応する。
ヤマハはVocaListenerの発表を受けて、2008年11月より産業技術総合研究所との共同研究を開始、2012年10月に「VOCALOID3 Editor」で使用できるプラグイン、「VOCALOID3 Job Plugin VocaListener」発売された。なお、これ以前には、2009年4月に簡易版のVocaListenerの機能をネットワーク経由で提供するサービス「Netぼかりす」の開発を行っていることを発表、2010年10月に「VY1」および「VY2」向けの「Netぼかりす」のサービスの年内の提供が発表されている。しかし、クラウド型にするために機能を絞り込んだ結果、仕様や性能に難があり、2011年4月に断念された。なお、2011年9月に発売されたアルバム『THE VOCALOID produced by Yamaha』では一部の収録曲の制作にVocaListenerが使用されている。
また、2010年7月に元の歌唱の声色を真似て合成音声の声色を変化させる機能も盛り込んだVocaListener2（ほかりす2）が発表されている。VocaListener2の機能は、VOCALOIDパラメータの操作では完結しないため、2012年10月の商品化には盛り込まれていない。

## VOCALOID SDK for Unity
ゲームエンジン「Unity」の開発環境からシームレスに「VOCALOID」の歌声合成エンジンにアクセスして、その機能を利用することを可能にするソフトウェア開発キット。「Unityランタイム版VOCALOID Library unity-chan!」が同梱されており、これにより、ゲームのシチュエーションやユーザーの操作に連動してリアルタイムに歌声を合成し、キャラクターに歌を唄わせたり、その歌い方を変化させたりするようなインタラクティブなコンテンツを容易に開発することが可能となる。2015年12月22日より提供が開始された。

## VOCALOID β-STUDIO
2023年8月22日に始動したプロジェクトで、2024年3月31日まで活動。
VOCALOID製品の次期バージョンのテストではなく、音声合成における研究に特化した実験スタジオとして設立している。参加に関しては抽選制をとっており、当選者にはDAW用プラグイン「VX-β」が提供される。
VX-βでは、以下の専用ボイスバンクが提供されていた。
- prtv_0
- prtv_1
- prtv_2
- prtv_3
- 我然β
- nagiβ
- multiβ-N
- ゲキヤクβ
- カゼヒキβ
- 花奏かのんβ
- 杏戸ゆげβ
- Ciちゃんβ
- 春日部つむぎβ